# Versionsgeschichte von Mozilla Firefox

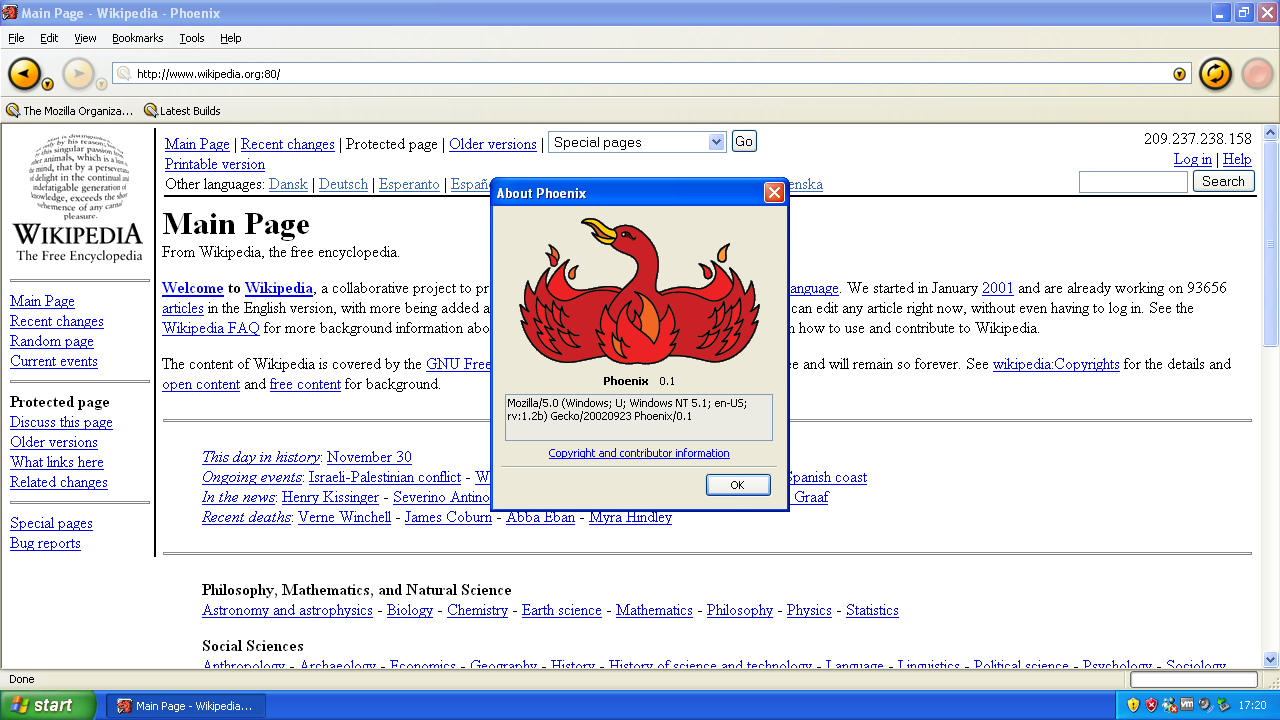
Phoenix 0.1 von Mozilla unter Windows XP. Die Wikipedia-Startseite von November 2002 wurde geladen.

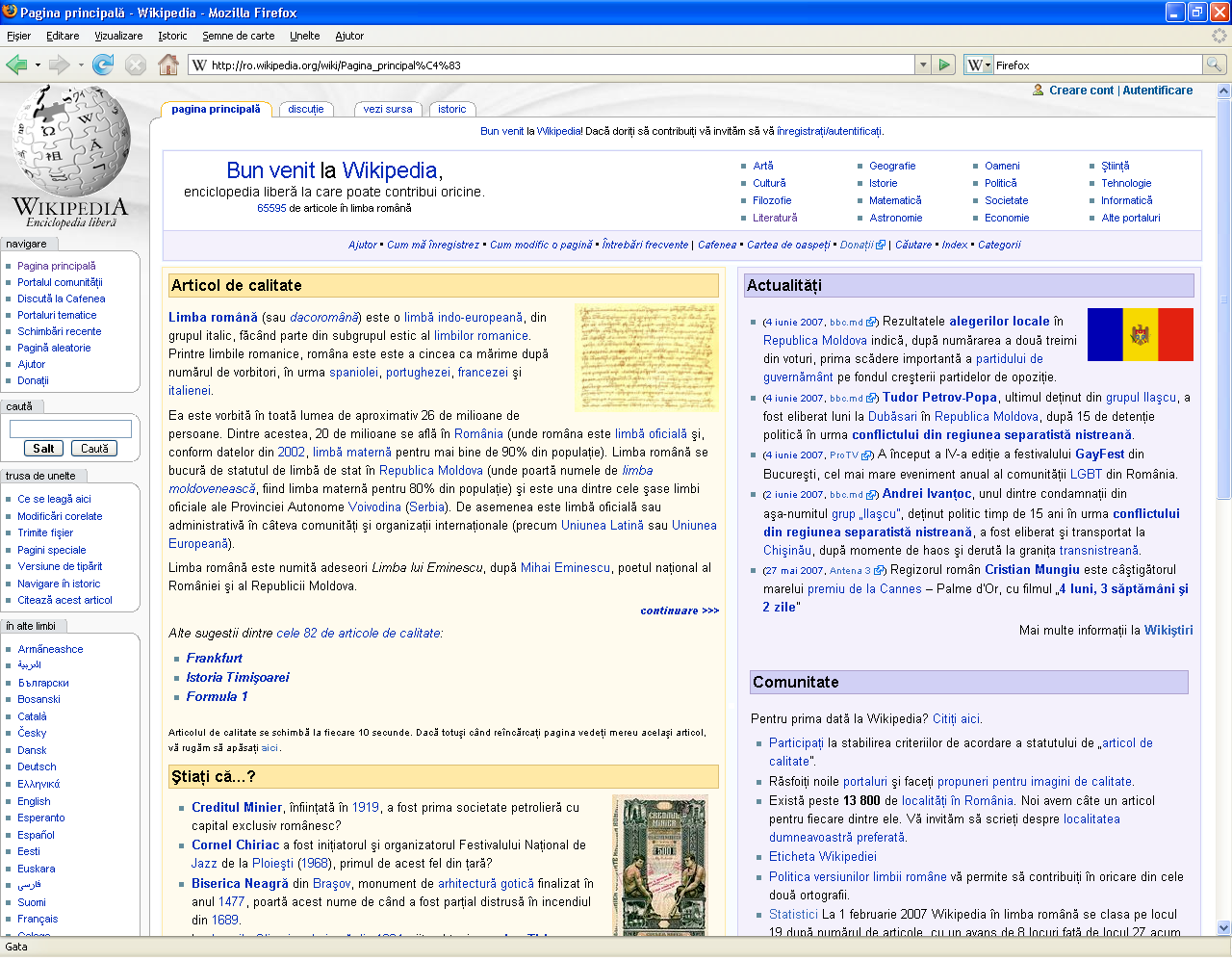
Firefox 2.0 unter Windows XP

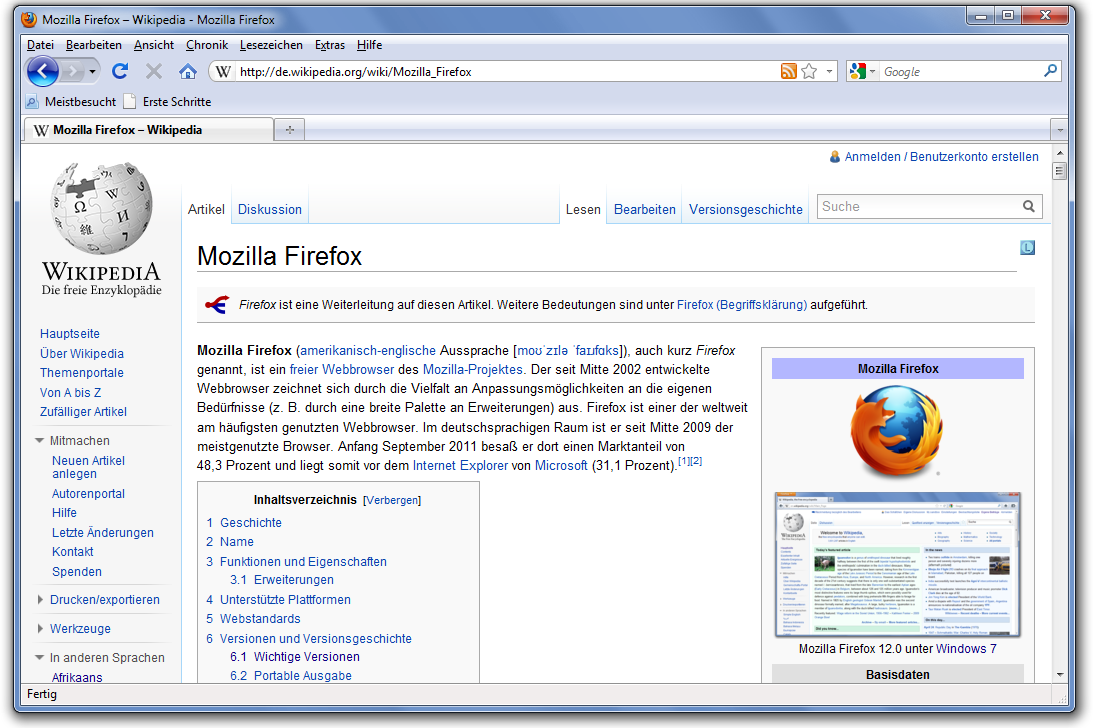
Firefox 3.6.28 unter Windows 7

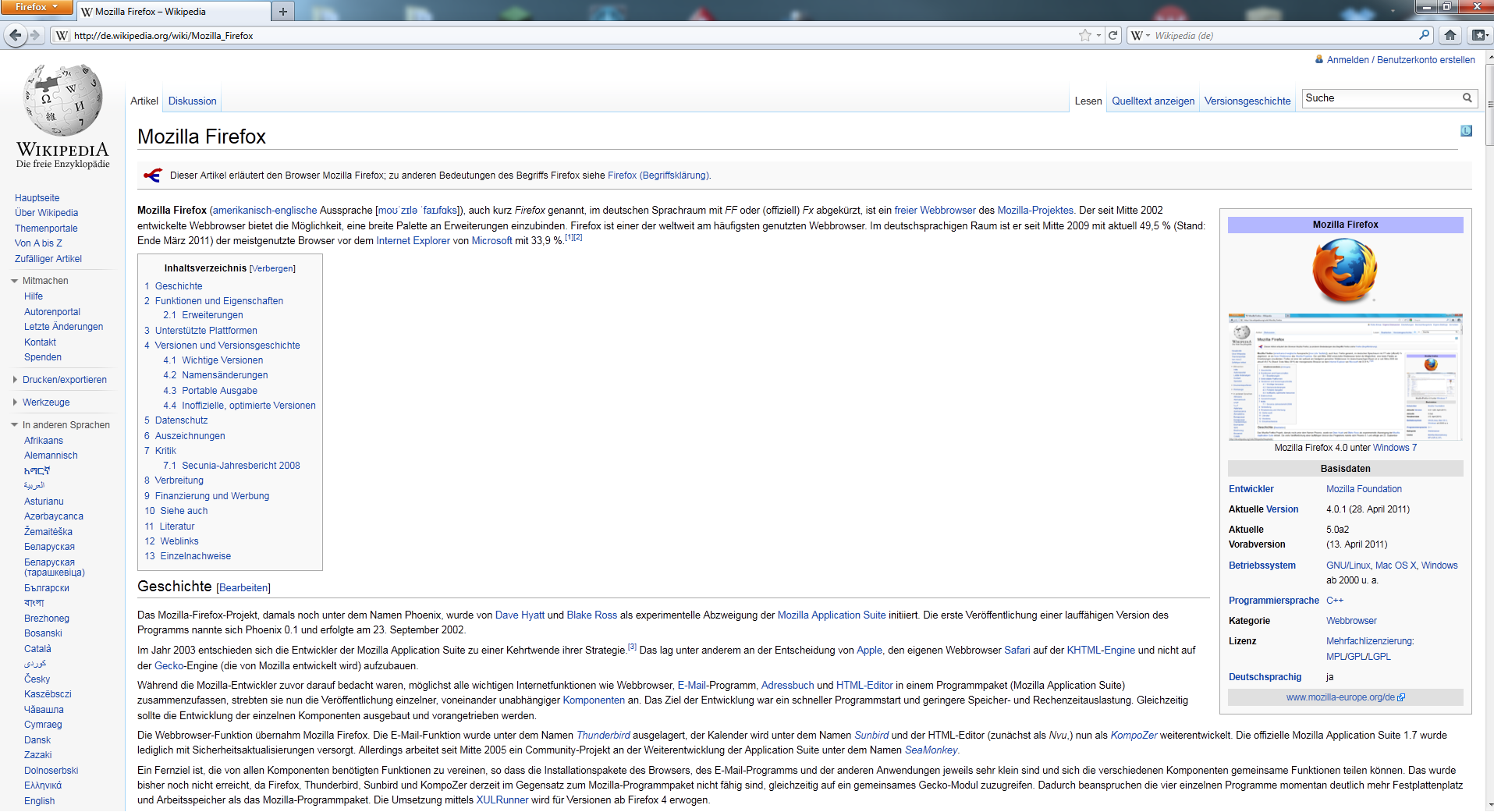
Firefox 4.0 unter Windows 7

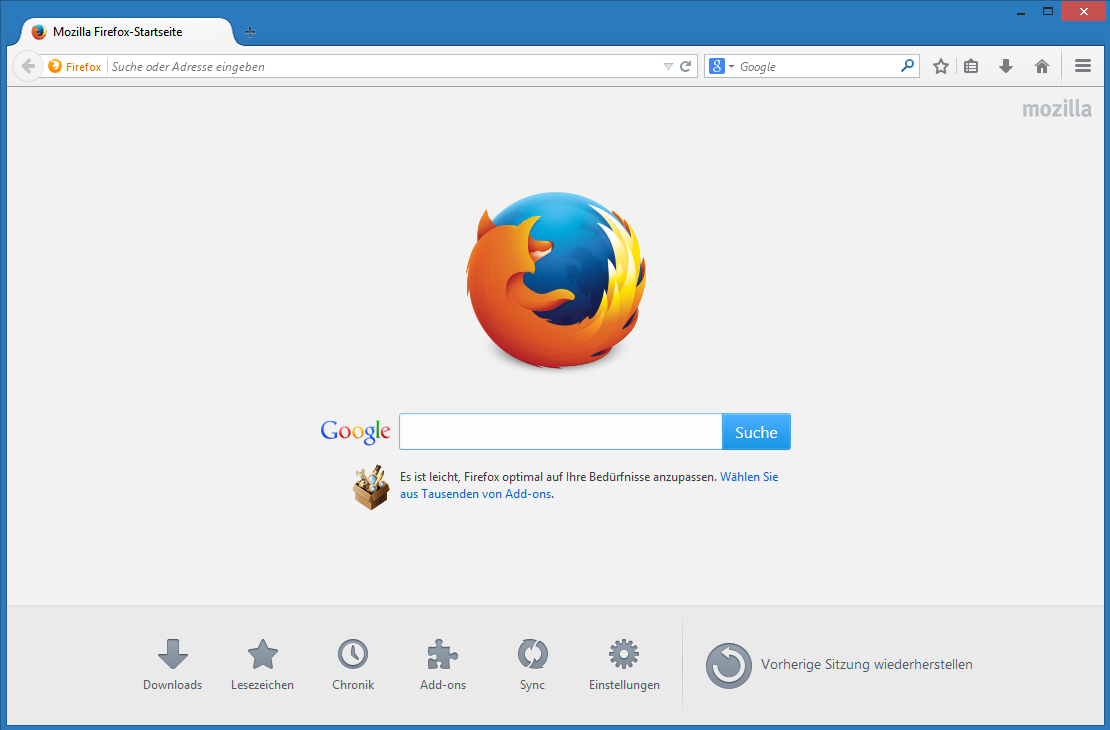
Firefox 29 unter Windows 8.1

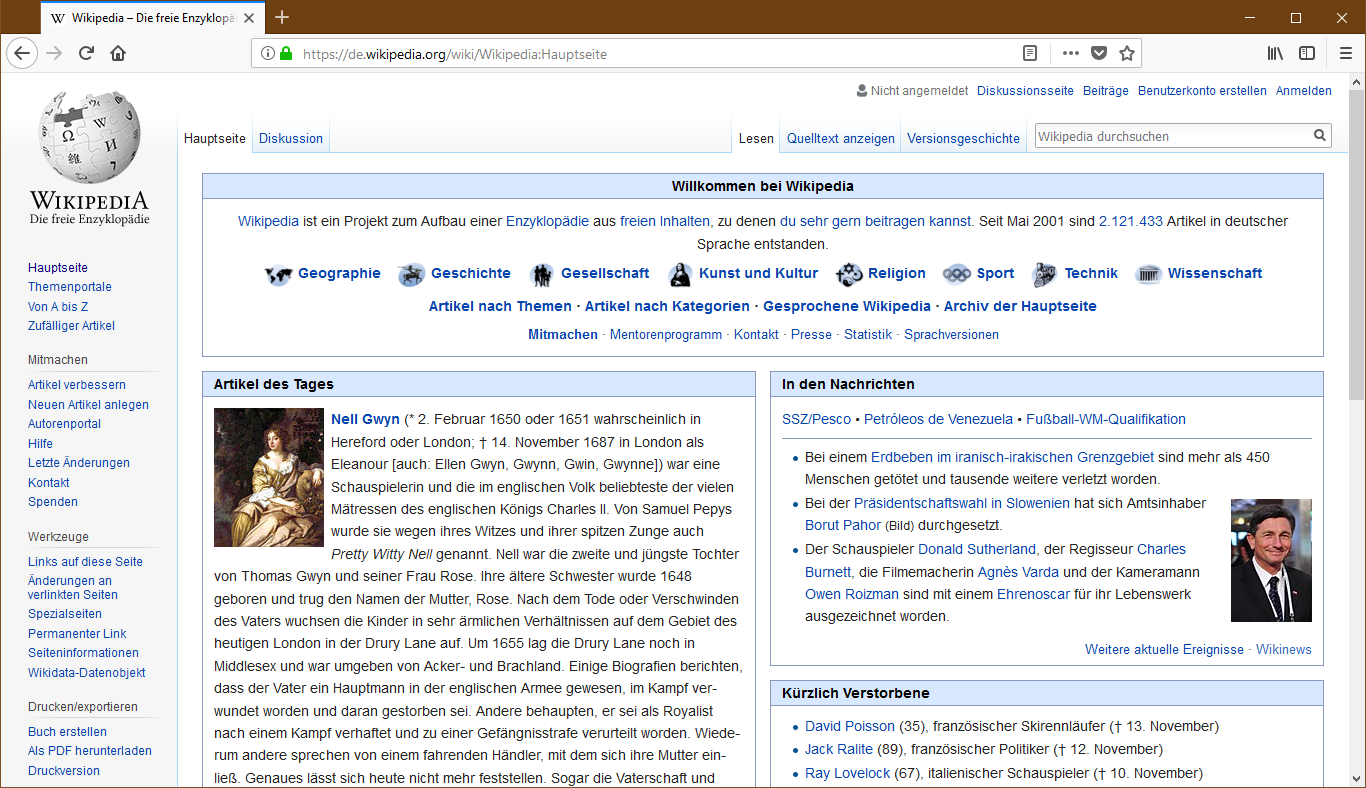
Firefox 57.0 unter Windows 10

Das Webbrowserprojekt Mozilla Firefox wurde von Dave Hyatt und Blake Ross als experimentelle Abzweigung der Mozilla Application Suite initiiert, damals noch unter dem Namen Phoenix. Die erste Veröffentlichung einer lauffähigen Version des Programms (Phoenix 0.1) erfolgte am 23. September 2002. Etwas mehr als zwei Jahre später, am 9. November 2004, wurde die erste für den produktiven Einsatz empfohlene Version, Firefox 1.0, veröffentlicht.

## Geschichte der Logos

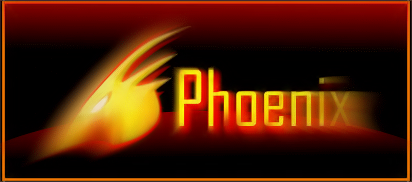
Erstes Logo von Phoenix (2002)
Logo von Firebird (2003)
Erstes Logo unter dem Namen Firefox (2004)
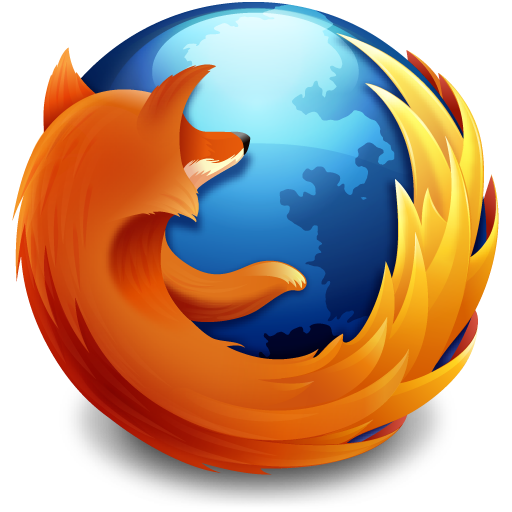
Zweites Logo ab Version 3.5.0 (2009)
Drittes Logo ab Version 23.0 (2013)
Viertes Logo ab Version 57.0 (2017)
Fünftes und bis dato aktuelles Logo ab Version 70.0 (2019)

## Zeittafel
Das Schaubild stellt einzelne Versionen des Webbrowsers Mozilla Firefox anhand der Erscheinungsdaten auf einer Zeittafel angeordnet dar und dient dem Überblick.

## Versionstabelle
Dies ist die ausführliche Versionstabelle aller bisher erschienenen Versionen von Mozilla Firefox. Sie enthält einige historisch bedeutsame Alpha-Versionen, Beta-Versionen und Freigabekandidaten, Sicherheits- und Stabilitätsaktualisierungen und die Versionen des Extended-Support-Release-Zweiges (ESR). Des Weiteren sind in der Tabelle auch Informationen über geplante Versionen enthalten, die von Mozilla angekündigt wurden. Zwischendurch werden einige Veröffentlichungstermine verschoben, um Konflikte mit Feiertagen zu vermeiden.
| Browsername | Gecko- Version | Version    | Codename      | Veröffentlichung a | Anmerkungen |
| --- | -------------- | ---------- | ------------- | --- | --- |
| Phoenix | 1.2            | 0.1        | Pescadero     | 23. Sep. 2002 | Erste Version: Anpassbare Symbolleiste, Schnellsuche für Lesezeichen und Chronik, gleichzeitige Darstellung mehrerer Dokumente in einem Anwendungsfenster (Tabbed Browsing). |
| Phoenix | 1.2            | 0.2        | Santa Cruz    | 1. Okt. 2002 | Neuerungen: Autovervollständigen von Eingaben in Webformularen, Seitenleiste für Lesezeichen, Chronik oder Downloads, Verwaltung von Erweiterungen (Firefox-Erweiterungen). |
| Phoenix | 1.2            | 0.3        | Lucia         | 15. Okt. 2002 | Neuerungen: Blockieren von Bildern und Werbefenstern (Pop-ups) über Weiße Listen steuerbar. |
| Phoenix | 1.3            | 0.4        | Oceano        | 29. Okt. 2002 | Neuerungen: Verbesserungen für Werbeblocker und anpassbare Symbolleisten, Unterstützung für visuelle Motive (Themes). |
| Phoenix | 1.3            | 0.5        | Naples        | 7. Dez. 2002 | Neuerungen: Mehrere Startseiten definierbar, Verbesserungen von Benutzeroberfläche, Geschwindigkeit und Stabilität. |
| Firebird | 1.5            | 0.6        | Glendale      | 17. Mai 2003 | Namensänderung in „Firebird“; Neuerungen: Neues Standardmotiv (Theme) namens „Qute“, Verbesserungen für Lesezeichen und Datenschutz, sanfter Bildlauf, automatische Größenanpassung von Bildern, erste Version für macOS. Am 28. Juli 2003 wurde die Version 0.6.1 zur Beseitigung einiger Programmfehler veröffentlicht. |
| Firebird | 1.5            | 0.7        | Indio         | 15. Okt. 2003 | Neuerungen: Automatischer Bildlauf, Passwortverwaltung, Weiße Liste für Cookies, überarbeitetes Einstellungen-Fenster. Am 26. Oktober 2003 erschien die auf Mac OS X begrenzte Fehlerbereinigungs-Version 0.7.1. |
| Firefox | 1.6            | 0.8        | Royal Oak     | 9. Feb. 2004 | Namensänderung in „Firefox“; Neuerungen: Installationsprogramm für Windows, Verbesserungen von Download-Manager und Lesezeichenverwaltung, Betrieb ohne Internetverbindung, neues Standardmotiv für Mac OS X namens „Pinstripe“. |
| Firefox | 1.7            | 0.9        | One Tree Hill | 15. Juni 2004 | Neuerungen: Neues Standardmotiv namens „Winstripe“, Datenmigration von anderen Browsern per Assistent, neue Erweiterungs- und Motiv-Verwaltung, Installationsprogramm für Linux. Es folgten die Aktualisierungen 0.9.1 am 28. Juni 2004, 0.9.2 (nur für Windows) am 8. Juli 2004 und 0.9.3 am 4. August 2004. |
| Firefox | 1.7            | 0.10       | Greenlane     | 14. Sep. 2004 | Öffentliche Test- und Vorschauversion von Firefox 1.0. Version 0.10.1 folgte am 1. Oktober 2004. |
| Firefox | 1.7            | 1.0rc1     | Mission Bay   | 28. Okt. 2004 | Erster Freigabekandidat von Firefox 1.0. Ein zweiter Freigabekandidat (Codename: Whangamata) folgte am 3. November 2004. |
| Firefox | 1.7            | 1.0        | Phoenix       | 9. Nov. 2004 | Erste Hauptversion. Neuerungen: Unterstützung für RSS-/Atom-Web-Feeds, Verbesserungen beim Öffnen von Links aus anderen Anwendungen, Suchleiste, offizielle Lokalisierungen. |
| Firefox | 1.7            | 1.0.8      |               | 13. Apr. 2006 | Letzte Sicherheits- und Stabilitätsaktualisierung des Versionszweigs 1.0; zuvor erschienen die Aktualisierungen 1.0.1 bis 1.0.7. |
| Firefox 1.5 | 1.8            | 1.1a1      | Strippenkaart | 31. Mai 2005 | Erste Entwicklervorschauversion von Firefox 1.5; eine zweite Alpha-Version folgte am 13. Juli 2005. |
| Firefox 1.5 | 1.8            | 1.5b1      |               | 8. Sep. 2005 | Erste öffentliche Test- und Vorschauversion von Firefox 1.5; eine zweite Beta-Version folgte am 6. Oktober 2005. Während der Beta-Phase wurde der Entwicklungszweig als Firefox 1.4 bezeichnet. |
| Firefox 1.5 | 1.8            | 1.5rc1     | 1. Nov. 2005  | Erste Freigabekandidat von Firefox 1.5; es folgten ein zweiter Freigabekandidat am 10. November 2005 und ein dritter am 17. November 2005. | |
| Firefox 1.5 | 1.8            | 1.5        | Deer Park     | 29. Nov. 2005 | Neuerungen: Unterstützung für SVG und Canvas, Verbesserungen in JavaScript 1.5 und CSS 2/3, neue Funktionen „Private Daten löschen“ und „Fehlerhafte Website melden“, schnellere Navigation, Verschieben von Tabs per Drag and Drop, verbesserter Pop-up-Blocker, Fehlerseiten statt Fehlerdialoge, neues Update-System, Anpassungen der Benutzeroberfläche an Windows XP. |
| Firefox 1.5 | 1.8            | 1.5.0.12   |               | 30. Mai 2007 | Letzte Sicherheits- und Stabilitätsaktualisierung des Versionszweigs 1.5; zuvor erschienen die Aktualisierungen 1.5.0.1 bis 1.5.0.11. |
| Firefox 2 | 1.8.1          | 2.0a1      |               | 23. März 2006 | Erste Entwicklervorschauversion von Firefox 2.0; es folgten eine zweite Alpha-Version am 12. Mai 2006 und eine dritte am 26. Mai 2006. |
| Firefox 2 | 1.8.1          | 2.0b1      | 12. Juli 2006 | Erste öffentliche Test- und Vorschauversion von Firefox 2.0; eine zweite Beta-Version folgte am 31. August 2006. | |
| Firefox 2 | 1.8.1          | 2.0rc1     | 26. Sep. 2006 | Erste Freigabekandidat von Firefox 2.0; es folgten ein zweiter Freigabekandidat am 6. Oktober 2006 und ein dritter am 16. Oktober 2006. | |
| Firefox 2 | 1.8.1          | 2.0        | Bon Echo      | 24. Okt. 2006 | Neuerungen: Integrierter Phishing-Schutz, integrierte Rechtschreibprüfung für Webformulare, automatische Wiederherstellung der letzten Sitzung nach einem Browser-Absturz (Session Restore), automatische Suchvorschläge, überarbeitete Update-Funktion und Feedreader-Integration. |
| Firefox 2 | 1.8.1          | 2.0.0.20   |               | 18. Dez. 2008 | Letzte Sicherheits- und Stabilitätsaktualisierung des Versionszweigs 2.0; zuvor erschienen die Aktualisierungen 2.0.0.1 bis 2.0.0.19. |
| Firefox 3 | 1.9            | 3.0a1      |               | 8. Dez. 2006 | Erste Entwicklervorschauversion von Firefox 3.0; es folgten sieben weitere Alpha-Versionen, die letzte am 20. September 2007. |
| Firefox 3 | 1.9            | 3.0b1      | 21. Nov. 2007 | Erste öffentliche Test- und Vorschauversion von Firefox 3.0; es folgten vier weitere Beta-Versionen, die letzte am 2. April 2008. | |
| Firefox 3 | 1.9            | 3.0rc1     | 17. Mai 2008  | Erste Freigabekandidat von Firefox 3.0; es folgten ein zweiter Freigabekandidat am 5. Juni 2008 und ein dritter am 11. Juni 2008. | |
| Firefox 3 | 1.9            | 3.0        | Gran Paradiso | 17. Juni 2008 | Neuerungen: Neue plattformspezifische Standardmotive (Themes) für die Benutzeroberfläche, verbesserte Adresszeile, neuer Passwort-Manager basierend auf JavaScript, neue JavaScript-Bibliothek für Entwicklung von Erweiterungen, animierte PNG, Warnung bei Weiterleitungen, Acid2-Test bestanden, Umstellung auf Cairo, Zoom-Funktion für Text- und Grafikinhalte, SOAP-Unterstützung verworfen, überarbeitete Lesezeichenverwaltung (Places-Bookmarks), Schutz vor Schadsoftware, Bezug automatischer Updates nur noch über gesicherte Verbindungen oder mit einer digitalen Signatur, überarbeiteter Download-Manager, beschleunigte JavaScript-Verarbeitung und Unterstützung von Farbprofilen. |
| Firefox 3 | 1.9            | 3.0.19     |               | 30. März 2010 | Letzte Sicherheits- und Stabilitätsaktualisierung des Versionszweigs 3.0; zuvor erschienen die Aktualisierungen 3.0.1 bis 3.0.18. |
| Firefox 3.5 | 1.9.1          | 3.1a1      |               | 28. Juli 2008 | Erste Entwicklervorschauversion von Firefox 3.5; eine zweite Alpha-Version folgte am 5. September 2008. |
| Firefox 3.5 | 1.9.1          | 3.1b1      | 14. Okt. 2008 | Erste öffentliche Test- und Vorschauversion von Firefox 3.5; es folgten vier weitere Beta-Versionen, die letzte, „Firefox 3.5 Preview“ (3.5b99) genannt, am 8. Juni 2009. Bis einschließlich der dritten Beta-Version wurde der Entwicklungszweig als Firefox 3.1 bezeichnet, danach als Firefox 3.5. | |
| Firefox 3.5 | 1.9.1          | 3.5rc1     | 16. Juni 2009 | Erster Freigabekandidat von Firefox 3.5; es folgten ein zweiter Freigabekandidat am 19. Juni 2009 und ein dritter am 24. Juni 2009. | |
| Firefox 3.5 | 1.9.1          | 3.5        | Shiretoko     | 30. Juni 2009 | Neuerungen: Verbesserte Unterstützung von Webstandards (CSS 2.1 und 3, herunterladbare Schriftarten und SVG-Animationen), Unterstützung der HTML5-Elemente <canvas>, <audio> und <video> in Verbindung mit nativer Unterstützung der Codecs Vorbis und Theora im Ogg-Containerformat, Realisierung der in HTML5 definierten Methoden zur Offline-Datenspeicherung, Integration von standortbezogenem Browsing, verbesserte Kontrolle der Privatsphäre (unter anderem der Private-Browsing-Modus), spekulatives Parsen von Webinhalten und neue JavaScript-Engine TraceMonkey (neben der Unterstützung von Query-Selektoren, nativer JSON und Web Worker Threads wurden Stabilität und Geschwindigkeit der JavaScript-Engine verbessert).                                                                  |
| Firefox 3.5 | 1.9.1          | 3.5.19     |               | 28. Apr. 2011 | Letzte Sicherheits- und Stabilitätsaktualisierung des Versionszweigs 3.5; zuvor erschienen die Aktualisierungen 3.5.1 bis 3.5.18. |
| Firefox 3.6 | 1.9.2          | 3.6a1      |               | 7. Aug. 2009 | Entwicklervorschauversion von Firefox 3.6. |
| Firefox 3.6 | 1.9.2          | 3.6b1      | 30. Okt. 2009 | Erste öffentliche Test- und Vorschauversion von Firefox 3.6; es folgten vier weitere Beta-Versionen, die letzte am 17. Dezember 2009. | |
| Firefox 3.6 | 1.9.2          | 3.6rc1     | 8. Jan. 2010  | Erster Freigabekandidat von Firefox 3.6; ein zweiter Freigabekandidat folgte am 17. Januar 2010. | |
| Firefox 3.6 | 1.9.2          | 3.6        | Namoroka      | 21. Jan. 2010 | Neuerungen: Unterstützung der HTML5-File-API, direkte Manipulation von Programmdateien durch Plug-ins wird verhindert, Schutz vor Programmabstürzen durch inkompatible Software, Unterstützung asynchron ausgeführter JavaScript-Skripte, Integration der Personas-Erweiterung zum schnellen Wechseln von Browserstilen, Unterstützung für Bewegungssensoren, Überprüfung der Aktualität von Plug-ins, Vollbildmodus- und Plakat-Unterstützung für das HTML5-Element <video>, Unterstützung des Web Open Font Formats, verbesserte Geschwindigkeit des Browser-Startvorgangs und der JavaScript-Engine, verbesserte Reaktionszeiten auf Benutzereingaben, verbesserte Unterstützung von Webstandards (CSS, DOM und HTML5).                                                                                |
| Firefox 3.6 | 1.9.2          | 3.6.28     |               | 13. März 2012 | Letzte Version des Versionszweigs 3.6; Sicherheits- und Stabilitätsaktualisierung. Zuvor erschienen die Aktualisierungen 3.6.2 bis 3.6.27. |
| Firefox 4 | 1.9.3          | 3.7a1      |               | 10. Feb. 2010 | Erste Entwicklervorschauversion von Firefox 4.0; es folgten vier weitere Alpha-Versionen, die letzte am 14. Juni 2010. Der Entwicklungszweig Firefox 3.7 war ursprünglich als kleinerer Zwischenschritt zur Version 4.0 geplant. Während des Entwicklungsprozesses entschied man jedoch, einen Teil der Neuerungen als Aktualisierung für Firefox 3.6 zu veröffentlichen und den Zweig Firefox 3.7 unter der Versionsnummer 4.0 weiterzuentwickeln. |
| Firefox 4 | 2.0            | 4.0b1      | 6. Juli 2010  | Erste öffentliche Test- und Vorschauversion von Firefox 4.0; es folgten elf weitere Beta-Versionen, die letzte am 25. Februar 2011. | |
| Firefox 4 | 2.0            | 4.0rc1     | 9. März 2011  | Erster Freigabekandidat von Firefox 4.0; ein zweiter Freigabekandidat folgte am 18. März 2011. | |
| Firefox 4 | 2.0            | 4.0        | Tumucumaque   | 22. März 2011 | Neuerungen: Weitgehend überarbeitete Benutzeroberfläche, Integration der Erweiterungen Sync (früher Weave Sync genannt) und Panorama (früher TabCandy genannt), Webentwicklerwerkzeug „Web-Konsole“ zum Aufspüren von Fehlern in Webseiten, neue JavaScript-Engine JägerMonkey, hardwarebeschleunigte Darstellung von Webinhalten unter Windows (mittels Direct2D/Direct3D) und Mac OS X (mittels OpenGL), neuer HTML5-Parser, Unterstützung der Grafikbibliothek WebGL und des Videoformats WebM, Unterstützung für Multi-Touch-Gesten unter Windows 7, Verbesserung des Datenschutzes (Do-Not-Track-HTTP-Header), allgemeine Verbesserungen von Geschwindigkeit und Stabilität, offizielle 64-Bit-Version für Mac OS X und Linux, Apple-Computer mit PowerPC-Architektur werden nicht mehr unterstützt. |
| Firefox 4 | 2.0            | 4.0.1      | Macaw         | 28. Apr. 2011 | Letzte Sicherheits- und Stabilitätsaktualisierung des Versionszweigs 4.0. |
| Firefox 5 | 5.0            | 5.0a2      |               | 13. Apr. 2011 | Entwicklervorschauversion von Firefox 5.0. |
| Firefox 5 | 5.0            | 5.0b2      | 20. Mai 2011  | Erste öffentliche Test- und Vorschauversion von Firefox 5.0; es folgten vier weitere Beta-Versionen, die letzte (5.0b7) am 15. Juni 2011. Eine Vorabversion mit der Versionsnummer 5.0b1 wurde am 4. Mai 2011 veröffentlicht; dabei handelte es sich jedoch nicht um eine offizielle Beta-Version, sondern um eine umbenannte Alpha-Version, die zum Testen der Funktion zum Wechsel des Entwicklungskanals diente. Eine Beta-Version mit der Versionsnummer 5.0b4 wurde vorbereitet, aber nicht veröffentlicht. | |
| Firefox 5 | 5.0            | 5.0        | 21. Juni 2011 | Neuerungen: Verbesserte Unterstützung von Webstandards (u. a. CSS-Animationen), Verbesserungen von Benutzeroberfläche, Rechtschreibkorrektur, Canvas-Element, Speicherverbrauch, Geschwindigkeit und Stabilität, verbesserte Integration in den Linux-Desktop. | |
| Firefox 5 | 5.0            | 5.0.1      | 11. Juli 2011 | Stabilitätsaktualisierung für Mac OS X; enthält keine Änderungen für Windows oder Linux. | |
| Firefox 6 | 6.0            | 6.0        |               | 16. August 2011 | Neuerungen: Unterstützung neuer CSS-Eigenschaften, verbesserte HTML5-Unterstützung, Entwicklungsumgebung Scratchpad (dt. „Notizblock“) zum Testen von JavaScript-Code in Echtzeit, Verbesserungen der Web-Konsole, Hervorhebung der Domain in der Adressleiste, neue farbliche Hervorhebung gesicherter Verbindungen, Rechteverwaltung für Webseiten (Speichern von Cookies und Passwörtern, Öffnen von Popup-Fenstern etc.), Aktivierung des WebSocket-Protokolls (das Protokoll wurde bereits in Firefox 4 implementiert, war allerdings aufgrund von Sicherheitsbedenken standardmäßig deaktiviert; Firefox 7 enthält eine überarbeitete Implementierung des Protokolls), verbesserter Bildlauf unter Windows, verbesserte Hardwarebeschleunigung unter Linux.                                         |
| Firefox 6 | 6.0            | 6.0.2      | 6. Sep. 2011  | Außerplanmäßige Sicherheitsaktualisierung; zuvor erschien die Sicherheitsaktualisierung 6.0.1 am 30. August 2011. | |
| Firefox 7 | 7.0            | 7.0        |               | 27. Sep. 2011 | Neuerungen: Unterstützung von neuen CSS-Eigenschaften, bessere HTML5-Unterstützung, Verwendung der neuen Grafikengine „Azure“ zur schnelleren Darstellung von Inhalten des Canvas-Elements, im URL-Eingabefeld wird das Protokoll HTTP nicht mehr angezeigt, schnellere Synchronisation („Instant Sync“), verbesserte Speicherverwaltung zur Erhöhung der Geschwindigkeit bei langen Browser-Sitzungen. |
| Firefox 7 | 7.0            | 7.0.1      | 29. Sep. 2011 | Außerplanmäßige Stabilitätsaktualisierung. | |
| Firefox 8 | 8.0            | 8.0        |               | 8. Nov. 2011 | Neuerungen: Nutzer müssen die Installation von Add-ons durch Drittanwendungen und das Beibehalten von (eventuell nicht mehr benötigten) Add-ons beim Aktualisieren von Firefox bestätigen, Standardmäßig ist die Twitter-Suche integriert (nicht in der deutschen Firefox-Version), Tabs werden auf Wunsch beim Browserstart erst nach Anwählen geladen, bessere Unterstützung von HTML5. |
| Firefox 8 | 8.0            | 8.0.1      | 21. Nov. 2011 | Stabilitätsaktualisierung für Mac OS X und Windows. | |
| Firefox 9 | 9.0            | 9.0        |               | 20. Dez. 2011 | Neuerungen: Beschleunigung von JavaScript, verbessertes Auffinden nicht installierter benötigter Plugins, die „Do-Not-Track“-Aufforderung an Webseiten kann nun auch via JavaScript ausgelesen werden, Unterstützung von verschiedenen Laufweiten bei Schriften mit CSS, Stabilitäts- und Sicherheitsverbesserungen. |
| Firefox 9 | 9.0            | 9.0.1      | 22. Dez. 2011 | Stabilitätsaktualisierung für Mac OS X. | |
| Firefox 10 | 10.0           | 10.0       |               | 31. Jan. 2012 | Verbesserung der Kompatibilität von Add-ons („Silent Update“), kleinere Updates sollen via nachinstalliertem Add-on behoben werden und so kein komplettes Update mit neuer Versionsnummer voraussetzen, Integration eines Code-Editors direkt in Firefox („Orion code editor“), weitere Verbesserungen an der Web-Konsole, Möglichkeit der Untersuchung und Bearbeitung von CSS-Eigenschaften eines HTML-Elements durch Webentwickler, Verbesserungen der Performance beim Seitenaufbau, Implementierung von Antialiasing für WebGL, Implementierung der „Full Screen APIs“ zur Darstellung von Webanwendungen im Vollbildmodus, Implementierung von 3D-Transformationen mittels CSS3, Verbesserungen im Setup des Synchronisierungsdienstes.                                                             |
| Firefox 10 | 10.0           | 10.0.2     | 16. Feb. 2012 | Sicherheitsaktualisierung; zuvor erschien die Sicherheitsaktualisierung 10.0.1 am 10. Februar 2012. | |
| Firefox ESR 10                                                                                                   | 10.0           | 10.0       |               | 31. Jan. 2012 | Für Firmen, akademische Einrichtungen und Behörden, keine neuen Funktionen, enthält nur Sicherheitsupdates. |
| Firefox ESR 10                                                                                                   | 10.0           | 10.0.12    | 8. Jan. 2013  | Sicherheits- und Stabilitätsaktualisierung. Letzte „ESR“-Version für Windows 2000 und XP <SP2; zuvor erschienen die Aktualisierungen 10.0.1 bis 10.0.11. | |
| Firefox 11 | 11.0           | 11.0       |               | 13. März 2012 | Möglichkeit der Übernahme von Einstellungen und Benutzerdaten aus Google Chrome, Implementierung des dreidimensionalen Webseiten-Analysetools „Tilt“, Verbesserungen der Synchronisation zwischen mobilen und stationären Geräten. |
| Firefox 12 | 12.0           | 12.0       |               | 24. Apr. 2012 | Firefox-Updates werden durch Wegfall des Windows-Sicherheitsdialoges unauffälliger gestaltet („Silent Update“), Überarbeitung des Designs der HTML5-Video-Steuerungselemente, Unterstützung weiterer CSS-Eigenschaften, Debugmeldungen via JavaScript (console.log) werden nun auch in der Web-Konsole angezeigt, wenn diese zum Zeitpunkt des Logs nicht geöffnet war. Letzte Version mit Unterstützung für Windows 2000. |
| Firefox 13 | 13.0           | 13.0       |               | 5. Juni 2012 | Beschädigte Benutzerprofile können repariert werden, Miniaturansichten von häufig benutzten oder manuell festgelegten Seiten beim Öffnen eines neuen Tabs („Speed Dial“ / „New Tab Page“), verbesserte Autovervollständigung in der Adressleiste, neue Startseite (sogenannter „Home Tab“ mit Suche und direktem Zugriff auf Lesezeichen Chronik, Einstellungen, Add-ons-Manager und Downloads), Seiten aus der vorherigen Sitzung werden aus Performancegründen beim Browserstart erst beim Anklicken des entsprechenden Tabs geladen, Standardmäßige Aktivierung von SPDY, leichte Überarbeitung der Benutzeroberfläche, „Smooth scrolling“ ist jetzt standardmäßig aktiviert. |
| Firefox 13 | 13.0           | 13.0.1     | 15. Juni 2012 | Sicherheitsaktualisierung. | |
| Firefox 14 | 14.0           | 14.0.1     |               | 17. Juli 2012 | Integration von Webanwendungen, Schnellere Startzeit unter Windows, Integration des Download-Managers als Symbolleiste in der Firefox-Oberfläche, Benutzer müssen die Installation von Plugins bestätigen um ungewollte Fremdinstallationen zu vermeiden, Verbesserung der Performance, Updatevorgang im Hintergrund („Silent Update“) unter Linux und OS X (unter Windows übernimmt dies der in Version 12 eingeführte Service). |
| Firefox 15 | 15.0           | 15.0       |               | 28. Aug. 2012 | Neuerungen: Schnellere Startzeit unter Windows, Unterstützung von SPDY v3, Aktualisierungsvorgang im Hintergrund („Silent Update“) nun auch unter Linux und OS X, JavaScript-Debugger für Webentwickler, geringere Speicherbelegung von Addons, native Unterstützung des Audio-Codecs Opus, verbesserte WebGL-Unterstützung. |
| Firefox 15 | 15.0           | 15.0.1     | 6. Sep. 2012  | Außerplanmäßige Sicherheitsaktualisierung. | |
| Firefox 16 | 16.0           | 16.0       |               | 9. Okt. 2012 | Aktivierung der Darstellung von PDF-Dokumenten ohne Plugins, die Browsereinstellungen werden (wie auch schon der Add-on-Manager) nicht mehr als separates Fenster dargestellt, Acholi-Sprachunterstützung, inkrementelle Garbage Collection, Integration von Webanwendungen, Download-Fenster wird in die Toolbar integriert, schnellerer Browserstart bei aktivierter Sitzungswiederherstellung, Unterstützung für OS X 10.7, Verbesserung der (optionalen) Aktivierung von Plugins, Befehlszeile für Entwickler, Entwickler-Toolbar, letzte Version für Mac OS X Leopard. |
| Firefox 16 | 16.0           | 16.0.2     | 26. Okt. 2012 | Außerplanmäßige Sicherheitsaktualisierung; zuvor erschien die Sicherheitsaktualisierung 16.0.1 am 11. Oktober 2012. | |
| Firefox 17 | 17.0           | 17.0       |               | 20. Nov. 2012 | Neuerungen: Unterstützung für Windows 8 und für die Mitteilungszentrale von OS X Mountain Lion, „Click-to-play“-Plugin-Blocker, größere Icons in der Awesome-Bar, Integration einer HSTS-Hosts-Liste, Sandbox-Technik (Schutz vor iframes), Sozial-API (Facebook-Integration), Leistungsverbesserungen, Sicherheitsaktualisierungen. |
| Firefox 17 | 17.0           | 17.0.1     | 30. Nov. 2012 | Fehlerbehebungen. | |
| Firefox ESR 17                                                                                                   | 17.0           | 17.0       |               | 20. Nov. 2012 | Neue ESR-Version auf Basis der Version 17.0. |
| Firefox ESR 17                                                                                                   | 17.0           | 17.0.11    | 15. Nov. 2013 | Update auf NSS 3.14.5 RTM; zuvor erschienen die Aktualisierungen 17.0.1 bis 17.0.10. | |
| Firefox 18 | 18.0           | 18.0       |               | 8. Jan. 2013 | Neuerungen: Schnelleres JavaScript durch neuen JIT-Compiler, WebRTC-Unterstützung, Unterstützung von Retina-Displays. |
| Firefox 18 | 18.0           | 18.0.1     | 18. Jan. 2013 | Stabilitätsaktualisierung. | |
| Firefox 18 | 18.0           | 18.0.2     | 5. Feb. 2013  | Stabilitätsaktualisierung. | |
| Firefox 19 | 19.0           | 19.0       |               | 19. Feb. 2013 | Neuerungen: integrierter PDF-Betrachter, schnellerer Browser-Start. |
| Firefox 19 | 19.0           | 19.0.1     | 27. Feb. 2013 | Außerplanmäßige Stabilitätsaktualisierung für Windows 8. | |
| Firefox 19 | 19.0           | 19.0.2     | 8. März 2013  | Außerplanmäßige Sicherheitsaktualisierung. | |
| Firefox 20 | 20.0           | 20.0       |               | 2. Apr. 2013 | Neuerungen: Privater Modus je Fenster aktivierbar; Integration des Downloadmanagers in das Firefox-Hauptfenster; neuer Dialog, der über nicht reagierende Plugins informiert und die Möglichkeit zum Beenden des entsprechenden Plugins bietet (nur unter Windows); Reset der Suchmaschine in der Awesomebar, falls durch Drittanwendung oder about:config verändert; neues Entwicklertool zur Untersuchung von laufendem JavaScript-Code; verbesserte HTML5-Kompatibilität; Fehlerbehebungen. |
| Firefox 20 | 20.0           | 20.0.1     | 11. Apr. 2013 | Außerplanmäßige Sicherheitsaktualisierung. | |
| Firefox 21 | 21.0           | 21.0       |               | 14. Mai 2013 | Neuerungen: Unterstützung mehrerer Provider durch die Sozial-API, verbesserte Drei-Stufen-Benutzerschnittstelle für Do Not Track, Vorschläge zur Verbesserung der Startzeit von Firefox, Einführung des Firefox Health Report. |
| Firefox 22 | 22.0           | 22.0       |               | 25. Juni 2013 | Neuerungen: WebRTC per Standard aktiviert, neue HTML5-Elemente, Verbesserungen unter Windows und Mac OS X, schnellere Ausführung von JavaScript, Erweiterung der Sozial-API. |
| Firefox 23 | 23.0           | 23.0       |               | 6. Aug. 2013 | Neuerungen: „Teilen-Button“ auf Basis der Sozial-API, Mixed Content Blocker ist standardmäßig aktiviert, JavaScript nicht mehr abschaltbar (außer per Add-on/about:config), angepasstes Logo, Aktivierung von DXV2 für Hardware-beschleunigtes H.264 Video-Decoding (ab Windows Vista und höher), Unterstützung für den HTML5-Formular-Tag <input type="range">, in den Entwickler-Werkzeugen (Shift + I) findet sich nun der neue Bereich „Netzwerkanalyse“, die Änderung des Suchmaschinen-Providers wirkt sich nun auf den gesamten Browser aus. |
| Firefox 23 | 23.0           | 23.0.1     | 16. Aug. 2013 | Stabilitätsaktualisierungen. | |
| Firefox 24 | 24.0           | 24.0       |               | 17. Sep. 2013 | Neuerungen: Alle Tabs rechts vom Mausklick können nun gemeinsam geschlossen werden; Chat-Fenster lassen sich nun separat darstellen; Verbesserung der Browser-Konsole; Verbesserung beim Rendern von SVG-Dateien. |
| Firefox ESR 24                                                                                                   | 24.0           | 24.0       |               | 17. Sep. 2013 | Neue ESR-Version auf Basis der Version 24.0. |
| Firefox ESR 24                                                                                                   | 24.0           | 24.1.0     | 29. Okt. 2013 | Sicherheitsaktualisierungen. | |
| Firefox ESR 24                                                                                                   | 24.0           | 24.1.1     | 15. Nov. 2013 | Sicherheitsaktualisierungen. | |
| Firefox ESR 24                                                                                                   | 24.0           | 24.2.0     | 10. Dez. 2013 | Sicherheitsaktualisierungen. | |
| Firefox ESR 24                                                                                                   | 24.0           | 24.3.0     | 4. Feb. 2014  | Sicherheitsaktualisierungen. | |
| Firefox ESR 24                                                                                                   | 24.0           | 24.4.0     | 18. März 2014 | Sicherheitsaktualisierungen. | |
| Firefox ESR 24                                                                                                   | 24.0           | 24.5.0     | 29. Apr. 2014 | Sicherheitsaktualisierungen. | |
| Firefox ESR 24                                                                                                   | 24.0           | 24.6.0     | 10. Juni 2014 | Sicherheitsaktualisierungen. | |
| Firefox ESR 24                                                                                                   | 24.0           | 24.7.0     | 22. Juli 2014 | Sicherheitsaktualisierungen. | |
| Firefox ESR 24                                                                                                   | 24.0           | 24.8.0     | 2. Sep. 2014  | Sicherheitsaktualisierungen. | |
| Firefox ESR 24                                                                                                   | 24.0           | 24.8.1     | 24. Sep. 2014 | Außerplanmäßige Sicherheitsaktualisierungen zur ESR-Version auf Basis der Version 24.0 Letzte 24er Version. | |
| Firefox 25 | 25.0           | 25.0       |               | 29. Okt. 2013 | Neuerungen: Web Audio API, die Suchleiste wird nicht mehr zwischen den Tabs geteilt, Gast-Sessions für Android-Smartphones, Firefox schlägt den Import von Browserdaten aus anderen Browsern nach längerer Nichtnutzung vor, diverse Verbesserungen der Browserengine, Sicherheitsaktualisierungen. |
| Firefox 25 | 25.0           | 25.0.1     | 15. Nov. 2013 | Fehlerbereinigung, Sicherheitsaktualisierungen. | |
| Firefox 26 | 26.0           | 26.0       |               | 10. Dez. 2013 | Unterstützung der Windows 8 Modern UI, alle Plugins außer dem Adobe Flash-Plugin werden erst beim Klicken auf einen Platzhalter angeschaltet (Click-to-play), Verbesserungen der Sozial-API, des Updateprozesses, sowie der Codecunterstützung (H.264 unter Linux, wenn das entsprechende GStreamer-Plugin installiert ist, und MP3 unter Windows XP), diverse (Performance-)Verbesserungen der Browserengine. |
| Firefox 27 | 27.0           | 27.0       |               | 4. Feb. 2014 | Neuerungen: Unterstützung multipler Dienste per Sozial-API; Änderungen: TLS 1.1 und 1.2 sind standardmäßig aktiviert, Unterstützung für das SPDY-v3.1-Protokoll hinzugefügt; diverse Entwickleroptionen hinzugefügt; Sicherheitsaktualisierungen. |
| Firefox 27 | 27.0           | 27.0.1     | 13. Feb. 2014 | Fehlerbereinigung, Stabilitätsaktualisierungen. | |
| Firefox 28 | 28.0           | 28.0       |               | 18. März 2014 | Neuerungen: Lautstärkeregler für HTML5-Audio/Video, Unterstützung der Nachrichtenzentrale unter OS X, Unterstützung von WebM- und VP9-Videodecoder; Änderung: SPDY v2 wurde durch standardmäßige Implementierung von SPDY v3 entfernt; diverse Entwickleroptionen hinzugefügt; Sicherheitsaktualisierungen. |
| Firefox 29 | 29.0           | 29.0       |               | 29. Apr. 2014 | Neuerungen: Einführung der neuen „Australis-Oberfläche“, Unterstützung von CSS-Variablen, neue optionale Speichermöglichkeit für Passwörter. |
| Firefox 29 | 29.0           | 29.0.1     | 9. Mai 2014   | Fehlerbereinigungen. | |
| Firefox 30 | 30.0           | 30.0       |               | 10. Juni 2014 | Unterstützung von GStreamer 1.0. |
| Firefox 31 | 31.0           | 31.0       |               | 22. Juli 2014 | Neuerungen: Suche in „Neues Tab“-Feld hinzugefügt, Malwareblockade in Downloads, WebVTT und CSS3-Variablen eingebettet und aktiviert. |
| Firefox ESR 31                                                                                                   | 31.0           | 31.0       |               | 22. Juli 2014 | Neue ESR-Version auf Grundlage der Version 31. (unterstützt TLS 1.2). |
| Firefox ESR 31                                                                                                   | 31.0           | 31.1.0     | 2. Sep. 2014  | Sicherheitsaktualisierungen. | |
| Firefox ESR 31                                                                                                   | 31.0           | 31.1.1     | 24. Sep. 2014 | Außerplanmäßige Sicherheitsaktualisierungen zur ESR-Version auf Basis der Version 31.0. | |
| Firefox ESR 31                                                                                                   | 31.0           | 31.2.0     | 14. Okt. 2014 | Sicherheitsaktualisierungen. | |
| Firefox ESR 31                                                                                                   | 31.0           | 31.3.0     | 1. Dez. 2014  | Sicherheitsaktualisierungen SSL3 standardmäßig deaktiviert. | |
| Firefox ESR 31                                                                                                   | 31.0           | 31.4.0     | 13. Jan. 2015 | Sicherheitsaktualisierungen. | |
| Firefox ESR 31                                                                                                   | 31.0           | 31.5.0     | 24. Feb. 2015 | Sicherheitsaktualisierungen. | |
| Firefox ESR 31                                                                                                   | 31.0           | 31.5.2     | 20. März 2015 | Außerplanmäßige Sicherheitsaktualisierungen. | |
| Firefox ESR 31                                                                                                   | 31.0           | 31.5.3     | 21. März 2015 | Außerplanmäßige Sicherheitsaktualisierungen. | |
| Firefox ESR 31                                                                                                   | 31.0           | 31.6.0     | 31. März 2015 | Sicherheitsaktualisierungen. | |
| Firefox ESR 31                                                                                                   | 31.0           | 31.7.0     | 12. Mai 2015  | Sicherheitsaktualisierungen. | |
| Firefox ESR 31                                                                                                   | 31.0           | 31.8.0     | 2. Juli 2015  | Letzte Sicherheitsaktualisierungen für Firefox 31, Fix gegen Logjam. | |
| Firefox 32 | 32.0           | 32.0       |               | 2. Sep. 2014 | Neuerungen: neues HTTP Caching, Integration eines generationellen Garbage Collectors, Public Key Pinning wird unterstützt, ein neues Kontextmenü wurde implementiert, neuer Passwort-Manager, niedersorbische Sprachunterstützung. |
| Firefox 32 | 32.0           | 32.0.1     | 12. Sep. 2014 | Außerplanmäßige Fehlerbehebungen und Stabilitätsaktualisierung. | |
| Firefox 32 | 32.0           | 32.0.2     | 18. Sep. 2014 | Außerplanmäßige Stabilitätsaktualisierung. | |
| Firefox 32 | 32.0           | 32.0.3     | 24. Sep. 2014 | Außerplanmäßige Sicherheitsaktualisierung. | |
| Firefox 33 | 33.0           | 33.0       |               | 14. Okt. 2014 | Installation von OpenH.264-Plugin für zukünftigen Audio- und Video-Chat per WebRTC im Browser, Werbeeinblendungen via „Enhanced Tiles“, aktiviertes Off Main Thread Compositing (OMTC), verbesserte Sitzungswiederherstellung, aserbaidschanische Sprachunterstützung. |
| Firefox 33 | 33.0           | 33.0.1     | 24. Okt. 2014 | Außerplanmäßige Fehlerbehebung. | |
| Firefox 33 | 33.0           | 33.0.2     | 28. Okt. 2014 | Außerplanmäßige Fehlerbehebung. | |
| Firefox 33 | 33.0           | 33.0.3     | 6. Nov. 2014  | Außerplanmäßige Fehlerbehebung. | |
| Firefox 33 | 33.0           | 33.1       | 10. Nov. 2014 | Jubiläumsupdate; Neuerungen: „Vergessen“-Button, erweiterte Kacheln, Einführungstour zur Privatsphäre, Suchmaschine DuckDuckGo integriert. | |
| Firefox 33 | 33.0           | 33.1.1     | 14. Nov. 2014 | Außerplanmäßige Stabilitätsaktualisierung. | |
| Firefox 34 | 34.0           | 34.0       |               | 1. Dez. 2014 | Neuerungen: Standard-Suchmaschine für Belarus, Kasachstan und Russland wurde auf Yandex eingestellt; verbesserte Suchleiste (nur en-US); Firefox Hello (Echtzeit-Kommunikations-Client); einfache Änderung der Themes/Personas über das „Anpassen“-Menü; Wikipedia-Suche verwendet nun HTTPS (nur en-US); Implementierung von HTTP/2 (draft14) und ALPN; SSL3 standardmäßig deaktiviert. |
| Firefox 34 | 34.0           | 34.0.5     | 1. Dez. 2014  | Abgeänderte nordamerikanische Version von Firefox 34.0 mit Yahoo! als Standard-Suchmaschine, jedoch aktuelle Versionsnummer weltweit. | |
| Firefox 35 | 35.0           | 35.0       |               | 13. Jan. 2015 | Neuerungen: Firefox Hello um Chat-Raum-Funktion erweitert und weitere Funktionen. |
| Firefox 35 | 35.0           | 35.0.1     | 26. Jan. 2015 | Außerplanmäßige Fehlerbehebungs- und Stabilitätsaktualisierung. | |
| Firefox 36 | 36.0           | 36.0       |               | 24. Feb. 2015 | Neuerungen: Auf „Neuer Tab“-Seite angepinnte Inhalte werden über Firefox Sync synchronisiert, Unterstützung für HTTP/2, usbekische Sprachunterstützung, RC4 nur noch als Fallback, Entfernung von 1024-bit Root CAs aus dem Mozilla Trust Store; erneuerte Suchleiste nun auch bei deutscher Version, wobei bei Begriffseingabe alle installierten Suchmaschinen zur Auswahl angezeigt werden. |
| Firefox 36 | 36.0           | 36.0.1     | 5. März 2015  | Außerplanmäßige Fehlerbehebungs- und Stabilitätsaktualisierung. | |
| Firefox 36 | 36.0           | 36.0.3     | 20. März 2015 | Außerplanmäßige Sicherheitsaktualisierungen. | |
| Firefox 36 | 36.0           | 36.0.4     | 21. März 2015 | Außerplanmäßige Sicherheitsaktualisierungen. | |
| Firefox 37 | 37.0           | 37.0       |               | 31. März 2015 | Neuerungen: Benutzerbewertungen über Heartbeat, Standard-Suchmaschine für die Türkei wurde auf Yandex eingestellt, Bing-Suche wurde auf das verschlüsselte HTTPS-Protokoll umgestellt, Zertifikate können zentralisiert über OneCRL für ungültig erklärt werden, Unterstützung von HTTP/2 AltSvc zum Aufbau verschlüsselter http-Verbindungen, Unterstützung für DSA (nicht ECDSA) entfernt, unsichere Herunterstufung des TLS Modus deaktiviert. |
| Firefox 37 | 37.0           | 37.0.1     | 3. Apr. 2015  | Außerplanmäßige Fehlerbehebungs- und Stabilitätsaktualisierung. | |
| Firefox 37 | 37.0           | 37.0.2     | 20. Apr. 2015 | Außerplanmäßige Fehlerbehebungs- und Stabilitätsaktualisierung. | |
| Firefox 38 | 38.0           | 38.0       |               | 12. Mai 2015 | Neuerungen: Einstellungen auf Tabs ausgegliedert, Ruby-Annotationen ermöglicht, Unterstützung von DRM unter Windows ausgebaut. |
| Firefox 38 | 38.0           | 38.0.1     | 14. Mai 2015  | Außerplanmäßige Fehlerbehebungs- und Stabilitätsaktualisierung. Neuerung: Digital Rights Management für HTML5-Videos. | |
| Firefox 38 | 38.0           | 38.0.5     | 2. Juni 2015  | Außerplanmäßige Fehlerbehebungs- und Stabilitätsaktualisierung. | |
| Firefox ESR 38                                                                                                   | 38.0           | 38.0       |               | 12. Mai 2015 | Neue ESR-Version auf Grundlage der Version 38.0 (Encrypted Media Extensions und Firefox Hello jedoch standardmäßig deaktiviert). |
| Firefox ESR 38                                                                                                   | 38.0           | 38.0.1     | 14. Mai 2015  | Außerplanmäßige Sicherheitsaktualisierungen zur ESR-Version. | |
| Firefox ESR 38                                                                                                   | 38.0           | 38.1.0     | 2. Juli 2015  | Sicherheitsaktualisierungen zur ESR-Version auf Basis der Version 38.0. | |
| Firefox ESR 38                                                                                                   | 38.0           | 38.1.1     | 6. Aug. 2015  | Außerplanmäßige Sicherheitsaktualisierungen zur ESR-Version. | |
| Firefox ESR 38                                                                                                   | 38.0           | 38.2.0     | 11. Aug. 2015 | Planmäßige Fehlerkorrektur- und Sicherheitsaktualisierungen zur ESR-Version. | |
| Firefox ESR 38                                                                                                   | 38.0           | 38.2.1     | 27. Aug. 2015 | Außerplanmäßige Sicherheitsaktualisierungen zur ESR-Version. | |
| Firefox ESR 38                                                                                                   | 38.0           | 38.3.0     | 22. Sep. 2015 | Planmäßige Sicherheitsaktualisierungen zur ESR-Version. | |
| Firefox ESR 38                                                                                                   | 38.0           | 38.4.0     | 3. Nov. 2015  | Planmäßige Sicherheitsaktualisierungen zur ESR-Version. | |
| Firefox ESR 38                                                                                                   | 38.0           | 38.5.0     | 15. Dez. 2015 | Planmäßige Sicherheitsaktualisierungen zur ESR-Version. | |
| Firefox ESR 38                                                                                                   | 38.0           | 38.5.1     | 21. Dez. 2015 | Außerplanmäßige Funktionsaktualisierung zur ESR-Version. | |
| Firefox ESR 38                                                                                                   | 38.0           | 38.5.2     | 22. Dez. 2015 | Außerplanmäßige Funktionsaktualisierung zur ESR-Version. | |
| Firefox ESR 38                                                                                                   | 38.0           | 38.6.0     | 26. Jan. 2016 | Planmäßige Sicherheitsaktualisierungen zur ESR-Version. | |
| Firefox ESR 38                                                                                                   | 38.0           | 38.6.1     | 11. Feb. 2016 | Außerplanmäßige Sicherheitsaktualisierung zur ESR-Version. | |
| Firefox ESR 38                                                                                                   | 38.0           | 38.7.0     | 8. März 2016  | Planmäßige Sicherheitsaktualisierungen zur ESR-Version. | |
| Firefox ESR 38                                                                                                   | 38.0           | 38.7.1     | 16. März 2016 | Außerplanmäßige Fehlerbehebungsaktualisierung zur ESR-Version. | |
| Firefox ESR 38                                                                                                   | 38.0           | 38.8.0     | 26. Apr. 2016 | Letzte Sicherheitsaktualisierungen zur ESR-Version auf Basis der Version 38.0 | |
| Firefox 39 | 39.0           | 39.0       |               | 2. Juli 2015 | Neuerungen: SSLv3 komplett entfernt, Fix gegen Logjam, Erweiterung des Tracking-Schutzes auf den privaten Modus. |
| Firefox 39 | 39.0           | 39.0.3     | 6. Aug. 2015  | Außerplanmäßige Sicherheitsaktualisierungen. | |
| Firefox 40 | 40.0           | 40.0       |               | 11. Aug. 2015 | Neuerungen: Suggested Tiles (personalisierte Kacheln mit Werbung), offizieller Support von Windows 10, Warnung vor unsignierten Add-ons, Schutz vor dem Download unerwünschter Software, Verbesserung der NPAPI-Plugin-Performance, verbesserte OMTC-Performance unter Linux, neues Design für Add-on Manager, Performance Tools in den Developer Tools. |
| Firefox 40 | 40.0           | 40.0.2     | 13. Aug. 2015 | Außerplanmäßige Fehlerbehebungs- und Stabilitätsaktualisierung. | |
| Firefox 40 | 40.0           | 40.0.3     | 27. Aug. 2015 | Außerplanmäßige Fehlerbehebungs- und Stabilitätsaktualisierung. | |
| Firefox 41 | 41.0           | 41.0       |               | 22. Sep. 2015 | Neuerungen u. a.: Unterstützung für das Text-Services-Framework (TSF, eine mit Windows XP eingeführte Schnittstelle zur Texteingabe und -verarbeitung); Möglichkeit ein Profil-Bild für sein Firefox-Konto zu setzen, IM-Funktion für Firefox Hello, SVG-Bilder können als Favicons verwendet werden, verbesserte Bilder-Dekodierung mit bis zur doppelter Geschwindigkeit bei einigen Geräten besonders beim Scrollen. Firefox Desktop für Windows wird als 64-Bit-Version via den „Beta Release Channel“ zur Verfügung gestellt. |
| Firefox 41 | 41.0           | 41.0.1     | 30. Sep. 2015 | Außerplanmäßige Fehlerbehebungen | |
| Firefox 41 | 41.0           | 41.0.2     | 15. Okt. 2015 | Außerplanmäßige Sicherheitsaktualisierung | |
| Firefox 42 | 42.0           | 42.0       |               | 3. Nov. 2015 | Neuerungen: Leicht verbesserter Privatsphärenschutz der Privat-Browsen-Funktion; Einstellungsmenü enthält seitenbasierte Sicherheits- und Privatshäreneinstellungen; Verbesserungen des Login-Managers; Verbesserungen an WebRTC; Ein-Klick-Stummschaltung von Tabs (Mute Tab). |
| Firefox 43 | 43.0           | 43.0       |               | 15. Dez. 2015 | Neuerungen: Striktere Blockierliste für das Surfen im privaten Modus; Firefox 64-bit für Windows verfügbar; verbesserte API-Unterstützung für die Wiedergabe von M4V-Videos; Einstellungsmöglichkeit von Suchvorschlägen in der „Awesome Bar“; Einblendung einer On-Screen-Tastatur auf touch-fähigen Geräten mit Windows 8 oder 10, sobald mit dem Finger auf ein Eingabefeld getippt wird. |
| Firefox 43 | 43.0           | 43.0.1     | 18. Dez. 2015 | Außerplanmäßige Funktionsaktualisierung | |
| Firefox 43 | 43.0           | 43.0.2     | 22. Dez. 2015 | Außerplanmäßige Stabilitäts- und Sicherheitsaktualisierungen | |
| Firefox 43 | 43.0           | 43.0.3     | 28. Dez. 2015 | Außerplanmäßige Fehlerbehebung | |
| Firefox 43 | 43.0           | 43.0.4     | 6. Jan. 2016  | Außerplanmäßige Funktions- und Stabilitätsaktualisierungen | |
| Firefox 44 | 44.0           | 44.0       |               | 26. Jan. 2016 | Neuerungen: Deaktivierung von RC4; Unterstützung für 1024-bit Equifax Root CA entfernt; Zwang zum Signieren von Add-ons und Erweiterungen (nicht mehr deaktivierbar) verschoben; HTTP-Kompression mit dem Algorithmus Brotli; Unterstützung von H.264, wenn ein lokaler Codec vorhanden ist; Push Notifications |
| Firefox 44 | 44.0           | 44.0.1     | 8. Feb. 2016  | Außerplanmäßige Fehlerbehebungen | |
| Firefox 44 | 44.0           | 44.0.2     | 11. Feb. 2016 | Außerplanmäßige Stabilitätsaktualisierung | |
| Firefox 45 | 45.0           | 45.0       |               | 8. März 2016 | Neuerungen: Verbesserungen beim Tabbed Browsing, .onion-Adressen können geblockt werden, Guaraní-Sprachunterstützung |
| Firefox 45 | 45.0           | 45.0.1     | 16. März 2016 | Außerplanmäßige Fehlerbehebungs- und Stabilitätsaktualisierungen | |
| Firefox 45 | 45.0           | 45.0.2     | 11. Apr. 2016 | Außerplanmäßige Fehlerbehebungs- und Stabilitätsaktualisierungen | |
| Firefox ESR 45                                                                                                   | 45.0           | 45.0       |               | 8. März 2016 | Neuerungen: Neue ESR-Version auf Grundlage der Version 45. |
| Firefox ESR 45                                                                                                   | 45.0           | 45.0.1     | 16. März 2016 | Außerplanmäßige Fehlerbehebungs- und Stabilitätsaktualisierungen | |
| Firefox ESR 45                                                                                                   | 45.0           | 45.0.2     | 11. Apr. 2016 | Außerplanmäßige Fehlerbehebungs- und Stabilitätsaktualisierungen | |
| Firefox ESR 45                                                                                                   | 45.0           | 45.1.0     | 26. Apr. 2016 | Diverse Stabilitäts- und Sicherheitsaktualisierungen. | |
| Firefox ESR 45                                                                                                   | 45.0           | 45.1.1     | 3. Mai 2016   | Außerplanmäßige Fehlerbehebungen. | |
| Firefox ESR 45                                                                                                   | 45.0           | 45.2.0     | 7. Juni 2016  | Planmäßige Fehlerbehebungs- und Stabilitätsaktualisierungen. | |
| Firefox ESR 45                                                                                                   | 45.0           | 45.3.0     | 2. Aug. 2016  | Planmäßige Stabilitäts- und Sicherheitsaktualisierungen. | |
| Firefox ESR 45                                                                                                   | 45.0           | 45.4.0     | 20. Sep. 2016 | Planmäßige Sicherheitsaktualisierungen. | |
| Firefox ESR 45                                                                                                   | 45.0           | 45.5.0     | 15. Nov. 2016 | Planmäßige Sicherheitsaktualisierungen. | |
| Firefox ESR 45                                                                                                   | 45.0           | 45.5.1     | 30. Nov. 2016 | Außerplanmäßige Sicherheitsaktualisierung. | |
| Firefox ESR 45                                                                                                   | 45.0           | 45.6.0     | 13. Dez. 2016 | Planmäßige Sicherheitsaktualisierungen. | |
| Firefox ESR 45                                                                                                   | 45.0           | 45.7.0     | 24. Jan. 2017 | Planmäßige Sicherheitsaktualisierungen. | |
| Firefox ESR 45                                                                                                   | 45.0           | 45.8.0     | 7. März 2017  | Planmäßige Sicherheitsaktualisierungen. | |
| Firefox ESR 45                                                                                                   | 45.0           | 45.9.0     | 19. Apr. 2017 | Letzte Sicherheitsaktualisierungen zur ESR-Version auf Basis der Version 45.0 | |
| Firefox 46 | 46.0           | 46.0       |               | 26. Apr. 2016 | Neuerungen: GTK3-Integration (Linux), W^X-Schutz für JIT-Code |
| Firefox 46 | 46.0           | 46.0.1     | 3. Mai 2016   | Außerplanmäßige Fehlerbehebungen. | |
| Firefox 47 | 47.0           | 47.0       |               | 7. Juni 2016 | Neuerungen: Unterstützung von Googles Widevine CDM; VP9 Video-Codec für Anwender mit leistungsfähiger Hardware aktiviert; eingebettete YouTube-Videos werden nun per HTML5 abgespielt, sofern kein Flash vorhanden ist; Lettgallische-Sprachunterstützung; Unterstützung des ChaCha20-Poly1305 Verschlüsselungsalgorithmus |
| Firefox 47 | 47.0           | 47.0.1     | 28. Juni 2016 | Außerplanmäßige Stabilitätsaktualisierung. | |
| Firefox 47 | 47.0           | 47.0.2     | 1. Nov. 2016  | verhindert Update auf Version 48+ für Websense-Nutzer, verhindert Update auf Version 49+ für CPUs ohne SSE2, Ende der Unterstützung von Android 2.3 | |
| Firefox 48 | 48.0           | 48.0       |               | 2. Aug. 2016 | Download-Schutz Mehrprozessarchitektur Electrolysis (e10s), neuer Erweiterungstyp WebExtensions, Ende der Unterstützung von Mac OS X 10.6 bis 10.8, Zwang zum Signieren von Add-ons (nicht mehr deaktivierbar), Skia-Unterstützung unter Linux, Verbesserungen an WebRTC. |
| Firefox 48 | 48.0           | 48.0.1     | 18. Aug. 2016 | Außerplanmäßige Fehlerbehebungs- und Stabilitätsaktualisierung. | |
| Firefox 48 | 48.0           | 48.0.2     | 24. Aug. 2016 | Außerplanmäßige Stabilitätsaktualisierung. | |
| Firefox 49 | 49.0           | 49.0       |               | 20. Sep. 2016 | Firefox Hello wurde entfernt, Aktualisierung des Login Managers, Leistungsverbesserungen unter Windows und OS X, Unterstützung von TLS 1.3. Die CPU Befehlssatzerweiterung SSE2 wird nun vorausgesetzt. Sicherheitspatches und Fehlerbehebungen. |
| Firefox 49 | 49.0           | 49.0.1     | 23. Sep. 2016 | Außerplanmäßige Stabilitätsaktualisierung, nur Windows betreffend. | |
| Firefox 49 | 49.0           | 49.0.2     | 20. Okt. 2016 | Außerplanmäßige Fehlerbehebungs-, Stabilitäts- und Sicherheitsaktualisierung. | |
| Firefox 50 | 50.0           | 50.0       |               | 15. Nov. 2016 | Neue Keyboard-Shortcuts; intelligentere Suche; deutliche Verbesserungen der Startzeit durch Optimierungen am Add-on-SDK; enthält den Emojisatz EmojiOne für Systeme, die dafür keine nativen Fonts haben (Windows 8 und älter, Linux) |
| Firefox 50 | 50.0           | 50.0.1     | 28. Nov. 2016 | Außerplanmäßige Sicherheitsaktualisierung. | |
| Firefox 50 | 50.0           | 50.0.2     | 30. Nov. 2016 | Außerplanmäßige Sicherheitsaktualisierung. | |
| Firefox 50 | 50.0           | 50.1.0     | 13. Dez. 2016 | Planmäßige Sicherheitsaktualisierungen. | |
| Firefox 51 | 51.0           | 51.0       |               | 24. Jan. 2017 | Neuer Zoom-Button in der URL-Leiste; Bessere Video-Performance für Nutzer ohne GPU-Beschleunigung; Firefox ist nun auch in der Lage Passwörter in Formularen zu speichern, die kein „Submit“-Event verwenden; FLAC-Unterstützung hinzugefügt; WebGL 2-Unterstützung hinzugefügt; auf Seiten ohne sichere Verbindung, die die Eingabe von Anmeldedaten verlangen, blendet Firefox künftig einen Warnhinweis ein; Georgische- und Kabylische-Sprachunterstützung hinzugefügt; belarussische Sprachunterstützung entfernt; diverse Sicherheitsaktualisierungen |
| Firefox 51 | 51.0           | 51.0.1     | 26. Jan. 2017 | Außerplanmäßige Fehlerbehebungen. | |
| Firefox 52 | 52.0           | 52.0       |               | 7. März 2017 | Neuerungen: WebAssembly-Unterstützung; der Browser erkennt Portalseiten von WLAN-Hotspots und öffnet sie in einem neuen Tab, sobald der Nutzer sich beim Hotspot angemeldet hat; Strict-Secure-Cookies-Spezifikation, die unsicheren HTTP-Sites das Setzen von Cookies mit dem „secure“-Flag untersagt; der Browser warnt vor unsicheren Log-ins; erweiterte Synchronisation: Nutzer können jetzt die offenen Tabs von einem Gerät zu einem anderen übertragen; diverse Sicherheitsaktualisierungen; NPAPI-Plugins werden bis auf Flash nicht mehr unterstützt; Support für Windows XP und Windows Vista wurde eingestellt. |
| Firefox 52 | 52.0           | 52.0.1     | 17. März 2017 | Außerplanmäßige Sicherheitsaktualisierungen. | |
| Firefox 52 | 52.0           | 52.0.2     | 28. März 2017 | Außerplanmäßige Stabilitätsaktualisierung. | |
| Firefox ESR 52                                                                                                   | 52.0           | 52.0       |               | 7. März 2017 | Neue ESR-Version auf Basis der Version 52. |
| Firefox ESR 52                                                                                                   | 52.0           | 52.0.1     | 17. März 2017 | Außerplanmäßige Sicherheitsaktualisierungen. | |
| Firefox ESR 52                                                                                                   | 52.0           | 52.0.2     | 28. März 2017 | Außerplanmäßige Stabilitätsaktualisierung. | |
| Firefox ESR 52                                                                                                   | 52.0           | 52.1.0     | 19. Apr. 2017 | Planmäßige Sicherheits- und Stabilitätsaktualisierungen. | |
| Firefox ESR 52                                                                                                   | 52.0           | 52.1.1     | 5. Mai 2017   | Außerplanmäßige Sicherheitsaktualisierungen. | |
| Firefox ESR 52                                                                                                   | 52.0           | 52.1.2     | 19. Mai 2017  | Außerplanmäßige Sicherheitsaktualisierungen. | |
| Firefox ESR 52                                                                                                   | 52.0           | 52.2.0     | 13. Juni 2017 | Planmäßige Sicherheits- und Stabilitätsaktualisierungen. | |
| Firefox ESR 52                                                                                                   | 52.0           | 52.2.1     | 29. Juni 2017 | Außerplanmäßige Fehlerbehebung. | |
| Firefox ESR 52                                                                                                   | 52.0           | 52.3.0     | 8. Aug. 2017  | Planmäßige Sicherheits- und Stabilitätsaktualisierungen. | |
| Firefox ESR 52                                                                                                   | 52.0           | 52.4.0     | 28. Sep. 2017 | Planmäßige Sicherheits- und Stabilitätsaktualisierungen. | |
| Firefox ESR 52                                                                                                   | 52.0           | 52.4.1     | 9. Okt. 2017  | Außerplanmäßige Stabilitätsaktualisierungen. | |
| Firefox ESR 52                                                                                                   | 52.0           | 52.5.0     | 14. Nov. 2017 | Planmäßige Sicherheits- und Stabilitätsaktualisierungen. | |
| Firefox ESR 52                                                                                                   | 52.0           | 52.5.2     | 7. Dez. 2017  | Außerplanmäßige Sicherheitsaktualisierungen. | |
| Firefox ESR 52                                                                                                   | 52.0           | 52.5.3     | 28. Dez. 2017 | Außerplanmäßige Stabilitätsaktualisierung. | |
| Firefox ESR 52                                                                                                   | 52.0           | 52.6.0     | 23. Jan. 2018 | Planmäßige Sicherheits- und Stabilitätsaktualisierungen. | |
| Firefox ESR 52                                                                                                   | 52.0           | 52.7.0     | 13. März 2018 | Planmäßige Sicherheits- und Stabilitätsaktualisierungen. | |
| Firefox ESR 52                                                                                                   | 52.0           | 52.7.1     | 14. März 2018 | Außerplanmäßige Fehlerbehebung. | |
| Firefox ESR 52                                                                                                   | 52.0           | 52.7.2     | 16. März 2018 | Außerplanmäßige Sicherheitsaktualisierungen. | |
| Firefox ESR 52                                                                                                   | 52.0           | 52.7.3     | 26. März 2018 | Außerplanmäßige Sicherheitsaktualisierungen. | |
| Firefox ESR 52                                                                                                   | 52.0           | 52.7.4     | 30. Apr. 2018 | Außerplanmäßige Kompatibilitätsaktualisierung für das „Windows 10 April 2018 Update“. | |
| Firefox ESR 52                                                                                                   | 52.0           | 52.8.0     | 9. Mai 2018   | Planmäßige Sicherheits- und Stabilitätsaktualisierungen; Leistungsverbesserungen beim Safe Browsing. | |
| Firefox ESR 52                                                                                                   | 52.0           | 52.8.1     | 6. Juni 2018  | Außerplanmäßige Sicherheitsaktualisierungen. | |
| Firefox ESR 52                                                                                                   | 52.0           | 52.9.0     | 26. Juni 2018 | Letzte planmäßige Sicherheitsaktualisierungen der ESR-Version auf Basis der Version 52.0 | |
| Firefox 53 | 53.0           | 53.0       |               | 19. Apr. 2017 | Neuerungen: Grafik-Stabilität wird durch den Einsatz von Compositor Process Separation (Projekt Quantum) erhöht; neue Kompakt-Themes; diverse Sicherheitsaktualisierungen; Geändert: Unterstützung für Vista oder älter, sowie von 32-Bit-Versionen von Mac OS X, entfällt. |
| Firefox 53 | 53.0           | 53.0.1     | 27. Apr. 2017 | Außerplanmäßige Fehler- und Stabilitätsaktualisierungen für Android. | |
| Firefox 53 | 53.0           | 53.0.2     | 5. Mai 2017   | Außerplanmäßige Fehler- und Sicherheitsaktualisierungen. | |
| Firefox 53 | 53.0           | 53.0.3     | 19. Mai 2017  | Außerplanmäßige Fehler- und Sicherheitsaktualisierungen. | |
| Firefox 54 | 54.0           | 54.0       |               | 13. Juni 2017 | Projekt „Electrolysis“ (e10s) verteilt die Aufgaben im Browser nun auf insgesamt vier Prozesse; der Download-Button und die zugehörige Statusanzeige wurden vereinfacht; 22 Sicherheitslücken wurden beseitigt. |
| Firefox 54 | 54.0           | 54.0.1     | 29. Juni 2017 | Außerplanmäßige Fehlerbehebungen. | |
| Firefox 55 | 55.0           | 55.0       |               | 8. Aug. 2017 | Neuerungen: Unterstützung für Virtuelle Realität (VR); signifikante Performance-Verbesserungen; Priorisierung von HTTPS gegenüber HTTP; Geolocation-API nur noch im sicheren Kontext; Adobe Flash Player nicht länger standardmäßig aktiviert; Lokaler Dateizugriff in eigenem Prozess für mehr Sicherheit; zahlreiche Sicherheitslücken geschlossen. |
| Firefox 55 | 55.0           | 55.0.1     | 10. Aug. 2017 | Außerplanmäßige Fehlerbehebungen. | |
| Firefox 55 | 55.0           | 55.0.2     | 16. Aug. 2017 | Außerplanmäßige Fehlerbehebungen. | |
| Firefox 55 | 55.0           | 55.0.3     | 25. Aug. 2017 | Außerplanmäßige Fehlerbehebungen. | |
| Firefox 56 | 56.0           | 56.0       |               | 28. Sep. 2017 | Firefox 56 wurde um ein Werkzeug zum Anfertigen von Bildschirmkopien ergänzt und schließt eine seit langem bestehende Datenschutzlücke im Umgang mit der IndexedDB-Schnittstelle. Dies ist die letzte Version, die Addons auf Basis von XUL unterstützt. |
| Firefox 56 | 56.0           | 56.0.1     | 9. Okt. 2017  | Außerplanmäßige Aktualisierung: Nach dem Update auf die neue Version wird die 32-Bit-Version von Firefox unter Windows (64-Bit) automatisch auf die 64-Bit-Variante von Firefox umgestellt; Stabilitätsaktualisierung. | |
| Firefox 56 | 56.0           | 56.0.2     | 26. Okt. 2017 | Außerplanmäßige Fehler- und Stabilitätsaktualisierungen. | |
| Firefox Quantum 57                                                                                               | 57.0           | 57.0       |               | 14. Nov. 2017 | Unterstützung für SDK- und XUL-basierte Erweiterungen wurde entfernt. neue Benutzeroberfläche Photon, neues Logo, grundlegend neuentwickelte Browserengine (dadurch höhere Leistung bei niedrigerem Arbeitsspeicherverbrauch) |
| Firefox Quantum 57                                                                                               | 57.0           | 57.0.1     | 29. Nov. 2017 | Außerplanmäßige Fehler-, Stabilitäts- und Sicherheitsaktualisierungen. | |
| Firefox Quantum 57                                                                                               | 57.0           | 57.0.2     | 7. Dez. 2017  | Außerplanmäßige Fehler- und Stabilitätsaktualisierung. | |
| Firefox Quantum 57                                                                                               | 57.0           | 57.0.3     | 28. Dez. 2017 | Außerplanmäßige Stabilitätsaktualisierung. | |
| Firefox Quantum 57                                                                                               | 57.0           | 57.0.4     | 4. Jan. 2018  | Außerplanmäßige Sicherheitsaktualisierungen, die die Meltdown und Spectre Bugs beheben. | |
| Firefox Quantum 58                                                                                               | 58.0           | 58.0       |               | 23. Jan. 2018 | Erhöhte Render-Geschwindigkeit durch „Off-Main-Thread Painting“ (OMTP); neuer Baseline-Compiler, der den Seitenaufbau beschleunigt; Verbesserung des Screenshot-Tools; Nepali-Sprachunterstützung hinzugefügt; Nutzerprofile sind ab dieser Version nicht mehr abwärtskompatibel; diverse Sicherheitsaktualisierungen |
| Firefox Quantum 58                                                                                               | 58.0           | 58.0.1     | 29. Jan. 2018 | Außerplanmäßige Sicherheitsaktualisierung. | |
| Firefox Quantum 58                                                                                               | 58.0           | 58.0.2     | 7. Feb. 2018  | Außerplanmäßige Fehlerbehebungen und Stabilitätsaktualisierungen. | |
| Firefox Quantum 59                                                                                               | 59.0           | 59.0       |               | 13. März 2018 | Performance-Verbesserungen; verbesserter Private-Browsing-Mode; zusätzliche Features für Firefox Screenshots; zusätzliche Suchmaschinen |
| Firefox Quantum 59                                                                                               | 59.0           | 59.0.1     | 16. März 2018 | Außerplanmäßige Sicherheitsaktualisierungen. | |
| Firefox Quantum 59                                                                                               | 59.0           | 59.0.2     | 26. März 2018 | Außerplanmäßige Fehlerbehebungen und Sicherheitsaktualisierungen. | |
| Firefox Quantum 59                                                                                               | 59.0           | 59.0.3     | 30. Apr. 2018 | Außerplanmäßige Kompatibilitätsaktualisierung für das „Windows 10 April 2018 Update“. | |
| Firefox Quantum 60                                                                                               | 60.0           | 60.0       |               | 9. Mai 2018 | Neuerungen: |
| Firefox Quantum 60                                                                                               | 60.0           | 60.0.1     | 16. Mai 2018  | Außerplanmäßige Fehlerbehebungen. | |
| Firefox Quantum 60                                                                                               | 60.0           | 60.0.2     | 6. Juni 2018  | Außerplanmäßige Fehlerbehebungen und Sicherheitsaktualisierungen. | |
| Firefox Quantum ESR 60                                                                                           | 60.0           | 60.0       |               | 9. Mai 2018 | Neue ESR-Version auf Basis der Version 60. |
| Firefox Quantum ESR 60                                                                                           | 60.0           | 60.0.1     | 16. Mai 2018  | Außerplanmäßige Fehlerbehebungen. | |
| Firefox Quantum ESR 60                                                                                           | 60.0           | 60.0.2     | 6. Juni 2018  | Außerplanmäßige Fehlerbehebungen und Sicherheitsaktualisierungen. | |
| Firefox Quantum ESR 60                                                                                           | 60.0           | 60.1.0     | 26. Juni 2018 | Planmäßige Sicherheits- und Stabilitätsaktualisierungen. | |
| Firefox Quantum ESR 60                                                                                           | 60.0           | 60.2.0     | 5. Sep. 2018  | Planmäßige Sicherheits- und Stabilitätsaktualisierungen. | |
| Firefox Quantum ESR 60                                                                                           | 60.0           | 60.2.1     | 21. Sep. 2018 | Außerplanmäßige Sicherheits- und Stabilitätsaktualisierungen. | |
| Firefox Quantum ESR 60                                                                                           | 60.0           | 60.2.2     | 2. Okt. 2018  | Außerplanmäßige Sicherheits- und Stabilitätsaktualisierungen. | |
| Firefox Quantum ESR 60                                                                                           | 60.0           | 60.3.0     | 23. Okt. 2018 | Planmäßige Sicherheits- und Stabilitätsaktualisierungen. | |
| Firefox Quantum ESR 60                                                                                           | 60.0           | 60.4.0     | 11. Dez. 2018 | Planmäßige Sicherheitsaktualisierungen; Neuerungen: Das ISO-Code Verzeichnis für Länder und Währungen wurde aktualisiert: Unidad Previsional (UYW) wurde als neuer Währungscode aufgenommen. | |
| Firefox Quantum ESR 60                                                                                           | 60.0           | 60.5.0     | 29. Jan. 2019 | Planmäßige Sicherheitsaktualisierungen. | |
| Firefox Quantum ESR 60                                                                                           | 60.0           | 60.5.1     | 12. Feb. 2019 | Außerplanmäßige Sicherheitsaktualisierungen. | |
| Firefox Quantum ESR 60                                                                                           | 60.0           | 60.5.2     | 22. Feb. 2019 | Außerplanmäßige Stabilitätsaktualisierung. | |
| Firefox Quantum ESR 60                                                                                           | 60.0           | 60.6.0     | 19. März 2019 | Planmäßige Sicherheitsaktualisierungen. | |
| Firefox Quantum ESR 60                                                                                           | 60.0           | 60.6.1     | 22. März 2019 | Außerplanmäßige Sicherheitsaktualisierungen. | |
| Firefox Quantum ESR 60                                                                                           | 60.0           | 60.6.2     | 5. Mai 2019   | Außerplanmäßige Fehlerbehebung (abgelaufenes Zertifikat sorgte für Deaktivierung von WebExtensions). | |
| Firefox Quantum ESR 60                                                                                           | 60.0           | 60.6.3     | 8. Mai 2019   | Außerplanmäßige Fehlerbehebung (abgelaufenes Zertifikat sorgte für Deaktivierung von WebExtensions). | |
| Firefox Quantum ESR 60                                                                                           | 60.0           | 60.7.0     | 21. Mai 2019  | Außerplanmäßige Sicherheitsaktualisierungen. | |
| Firefox Quantum ESR 60                                                                                           | 60.0           | 60.7.1     | 18. Juni 2019 | Außerplanmäßige Sicherheitsaktualisierung. | |
| Firefox Quantum ESR 60                                                                                           | 60.0           | 60.7.2     | 20. Juni 2019 | Außerplanmäßige Sicherheitsaktualisierung. | |
| Firefox Quantum ESR 60                                                                                           | 60.0           | 60.8.0     | 9. Juli 2019  | Planmäßige Sicherheitsaktualisierungen. | |
| Firefox Quantum ESR 60                                                                                           | 60.0           | 60.9.0     | 3. Sep. 2019  | Letzte planmäßige Sicherheitsaktualisierungen der ESR-Version auf Basis der Version 60.0 | |
| Firefox Quantum 61                                                                                               | 61.0           | 61.0       |               | 26. Juni 2018 | Neuerungen: |
| Firefox Quantum 61                                                                                               | 61.0           | 61.0.1     | 5. Juli 2018  | Außerplanmäßige Fehlerbehebungen. | |
| Firefox Quantum 61                                                                                               | 61.0           | 61.0.2     | 8. Aug. 2018  | Außerplanmäßige Fehlerbehebungen. | |
| Firefox Quantum 62                                                                                               | 62.0           | 62.0       |               | 5. Sep. 2018 | Neuerungen: |
| Firefox Quantum 62                                                                                               | 62.0           | 62.0.1     | 7. Sep. 2018  | Außerplanmäßige Stabilitätsaktualisierung für Android. | |
| Firefox Quantum 62                                                                                               | 62.0           | 62.0.2     | 21. Sep. 2018 | Außerplanmäßige Fehlerbehebungen. | |
| Firefox Quantum 62                                                                                               | 62.0           | 62.0.3     | 2. Okt. 2018  | Außerplanmäßige Stabilitäts-, Fehler- und Sicherheitsaktualisierungen. | |
| Firefox Quantum 63                                                                                               | 63.0           | 63.0       |               | 23. Okt. 2018 | Neuerungen: |
| Firefox Quantum 63                                                                                               | 63.0           | 63.0.1     | 31. Okt. 2018 | Außerplanmäßige Fehlerbehebungen. | |
| Firefox Quantum 63                                                                                               | 63.0           | 63.0.2     | 7. Nov. 2018  | Außerplanmäßige Fehlerbehebungen für Android. | |
| Firefox Quantum 63                                                                                               | 63.0           | 63.0.3     | 15. Nov. 2018 | Außerplanmäßige Fehlerbehebungen und Stabilitätsaktualisierungen. | |
| Firefox Quantum 64                                                                                               | 64.0           | 64.0       |               | 11. Dez. 2018 | Neuerungen: |
| Firefox Quantum 64                                                                                               | 64.0           | 64.0.2     | 9. Jan. 2019  | Wartungsupdate, welches Fehler beseitigt | |
| Firefox Quantum 65                                                                                               | 65.0           | 65.0       |               | 29. Jan. 2019 | Neuerungen: Unterstützung von WebP und AV1, verbesserter Tracking-Schutz |
| Firefox Quantum 65                                                                                               | 65.0           | 65.0.1     | 12. Feb. 2019 | Außerplanmäßige Stabilitäts-, Fehler- und Sicherheitsaktualisierungen. | |
| Firefox Quantum 65                                                                                               | 65.0           | 65.0.2     | 28. Feb. 2019 | Außerplanmäßige Fehlerbehebung. | |
| Firefox Quantum 66                                                                                               | 66.0           | 66.0       |               | 19. März 2019 | Neuerungen: |
| Firefox Quantum 66                                                                                               | 66.0           | 66.0.1     | 22. März 2019 | Außerplanmäßige Sicherheitsaktualisierungen. | |
| Firefox Quantum 66                                                                                               | 66.0           | 66.0.2     | 27. März 2019 | Außerplanmäßige Kompatibilitäts- und Stabilitätsaktualisierungen. | |
| Firefox Quantum 66                                                                                               | 66.0           | 66.0.3     | 10. Apr. 2019 | Außerplanmäßige Fehlerbehebungen. | |
| Firefox Quantum 66                                                                                               | 66.0           | 66.0.4     | 5. Mai 2019   | Außerplanmäßige Fehlerbehebung (abgelaufenes Zertifikat sorgte für Deaktivierung von WebExtensions). | |
| Firefox Quantum 66                                                                                               | 66.0           | 66.0.5     | 7. Mai 2019   | Außerplanmäßige Fehlerbehebung. | |
| Firefox Quantum 67                                                                                               | 67.0           | 67.0       |               | 21. Mai 2019 | Integration des Webrenderers. Blockade von Cryptominern und Fingerprinting-Elementen ist jetzt möglich. |
| Firefox Quantum 67                                                                                               | 67.0           | 67.0.1     | 4. Juni 2019  | Außerplanmäßige Aktualisierung: Verbesserter Trackingschutz. | |
| Firefox Quantum 67                                                                                               | 67.0           | 67.0.2     | 11. Juni 2019 | Außerplanmäßige Fehlerbehebungen. | |
| Firefox Quantum 67                                                                                               | 67.0           | 67.0.3     | 18. Juni 2019 | Außerplanmäßige Sicherheitsaktualisierung. | |
| Firefox Quantum 67                                                                                               | 67.0           | 67.0.4     | 20. Juni 2019 | Außerplanmäßige Sicherheitsaktualisierung. | |
| Firefox Quantum 68                                                                                               | 68.0           | 68.0       |               | 9. Juli 2019 | Neuerungen: |
| Firefox Quantum 68                                                                                               | 68.0           | 68.0.1     | 18. Juli 2019 | Außerplanmäßige Fehlerbehebungen. | |
| Firefox Quantum 68                                                                                               | 68.0           | 68.0.2     | 14. Aug. 2019 | Außerplanmäßige Fehlerbehebungen und Sicherheitsaktualisierungen. | |
| Firefox Quantum ESR 68                                                                                           | 68.0           | 68.0       |               | 9. Juli 2019 | Neue ESR-Version auf Basis der Version 68. |
| Firefox Quantum ESR 68                                                                                           | 68.0           | 68.0.1     | 18. Juli 2019 | Außerplanmäßige Fehlerbehebungen. | |
| Firefox Quantum ESR 68                                                                                           | 68.0           | 68.0.2     | 14. Aug. 2019 | Außerplanmäßige Fehlerbehebungen und Sicherheitsaktualisierungen. | |
| Firefox Quantum ESR 68                                                                                           | 68.0           | 68.1.0     | 3. Sep. 2019  | Planmäßige Sicherheits-, Stabilitäts- und Funktionalitätsaktualisierungen. | |
| Firefox Quantum ESR 68                                                                                           | 68.0           | 68.2.0     | 22. Okt. 2019 | Planmäßige Sicherheitsaktualisierungen. | |
| Firefox Quantum ESR 68                                                                                           | 68.0           | 68.2.1     | 13. Nov. 2019 | Außerplanmäßige Aktualisierungen für Android. | |
| Firefox Quantum ESR 68                                                                                           | 68.0           | 68.3.0     | 3. Dez. 2019  | Planmäßige Sicherheits-, Stabilitäts- und Performanceaktualisierungen. | |
| Firefox Quantum ESR 68                                                                                           | 68.0           | 68.4.0     | 7. Jan. 2020  | Planmäßige Sicherheitsaktualisierungen. | |
| Firefox Quantum ESR 68                                                                                           | 68.0           | 68.4.1     | 8. Jan. 2020  | Außerplanmäßige Sicherheitsaktualisierung. | |
| Firefox Quantum ESR 68                                                                                           | 68.0           | 68.4.2     | 20. Jan. 2020 | Außerplanmäßige Stabilitätsaktualisierung. | |
| Firefox Quantum ESR 68                                                                                           | 68.0           | 68.5.0     | 11. Feb. 2020 | Planmäßige Stabilitäts- und Sicherheitsaktualisierungen. | |
| Firefox Quantum ESR 68                                                                                           | 68.0           | 68.6.0     | 10. März 2020 | Planmäßige Stabilitäts- und Sicherheitsaktualisierungen. | |
| Firefox Quantum ESR 68                                                                                           | 68.0           | 68.6.1     | 3. Apr. 2020  | Außerplanmäßige Sicherheitsaktualisierungen. | |
| Firefox Quantum ESR 68                                                                                           | 68.0           | 68.7.0     | 7. Apr. 2020  | Planmäßige Stabilitäts- und Sicherheitsaktualisierungen. | |
| Firefox Quantum ESR 68                                                                                           | 68.0           | 68.8.0     | 5. Mai 2020   | Planmäßige Stabilitäts- und Sicherheitsaktualisierungen. | |
| Firefox Quantum ESR 68                                                                                           | 68.0           | 68.9.0     | 2. Juni 2020  | Planmäßige Stabilitäts- und Sicherheitsaktualisierungen. | |
| Firefox Quantum ESR 68                                                                                           | 68.0           | 68.10.0    | 30. Juni 2020 | Planmäßige Stabilitäts- und Sicherheitsaktualisierungen. | |
| Firefox Quantum ESR 68                                                                                           | 68.0           | 68.11.0    | 28. Juli 2020 | Planmäßige Stabilitäts- und Sicherheitsaktualisierungen. | |
| Firefox Quantum ESR 68                                                                                           | 68.0           | 68.12.0    | 25. Aug. 2020 | Letzte planmäßige Sicherheitsaktualisierungen der ESR-Version auf Basis der Version 68.0. | |
| Firefox Quantum 69                                                                                               | 69.0           | 69.0       |               | 3. Sep. 2019 | Neuerungen: |
| Firefox Quantum 69                                                                                               | 69.0           | 69.0.1     | 18. Sep. 2019 | Außerplanmäßige Fehlerbehebungen, sowie Sicherheits- und Stabilitätsaktualisierungen. | |
| Firefox Quantum 69                                                                                               | 69.0           | 69.0.2     | 3. Okt. 2019  | Außerplanmäßige Stabilitätsaktualisierungen. | |
| Firefox Quantum 69                                                                                               | 69.0           | 69.0.3     | 10. Okt. 2019 | Außerplanmäßige Fehlerbehebungen. | |
| Firefox Browser 70                                                                                               | 70.0           | 70.0       |               | 22. Okt. 2019 | Neuerungen: Neuer Javascript Baseline Interpreter, WebRender standardmäßig aktiviert auf Windows bei Intel-GPUs, verbesserter Fenstermanager auf mac OS mit Reduktion des Stromverbrauchs um das Dreifache, Beschleunigung des Seitenaufbaus um bis zu 22 % und Reduktion des Ressourcenverbrauchs bei Videos um bis zu 37 %. |
| Firefox Browser 70                                                                                               | 70.0           | 70.0.1     | 31. Okt. 2019 | Außerplanmäßige Fehlerbehebungen. | |
| Firefox Browser 71                                                                                               | 71.0           | 71.0       |               | 3. Dez. 2019 | Neuerungen: |
| Firefox Browser 72                                                                                               | 72.0           | 72.0       |               | 7. Jan. 2020 | Neuerungen: |
| Firefox Browser 72                                                                                               | 72.0           | 72.0.1     | 8. Jan. 2020  | Außerplanmäßige Sicherheitsaktualisierung. | |
| Firefox Browser 72                                                                                               | 72.0           | 72.0.2     | 20. Jan. 2020 | Außerplanmäßige Stabilitätsaktualisierung. | |
| Firefox Browser 73                                                                                               | 73.0           | 73.0       |               | 11. Feb. 2020 | Neuerungen: |
| Firefox Browser 73                                                                                               | 73.0           | 73.0.1     | 18. Feb. 2020 | Außerplanmäßige Fehlerbereinigungen. | |
| Firefox Browser 74                                                                                               | 74.0           | 74.0       |               | 10. März 2020 | Neuerungen: |
| Firefox Browser 74                                                                                               | 74.0           | 74.0.1     | 3. Apr. 2020  | Außerplanmäßige Sicherheitsaktualisierungen. | |
| Firefox Browser 75                                                                                               | 75.0           | 75.0       |               | 7. Apr. 2020 | Neuerungen: Intelligenter und schneller suchen mit überarbeiteter Adressleiste. |
| Firefox Browser 76                                                                                               | 76.0           | 76.0       |               | 5. Mai 2020 | Neuerungen: Verbesserter Schutz bei Online-Kontoanmeldungen. |
| Firefox Browser 76                                                                                               | 76.0           | 76.0.1     | 8. Mai 2020   | Außerplanmäßige Fehlerbehebungen. | |
| Firefox Browser 77                                                                                               | 77.0           | 77.0       |               | 2. Juni 2020 | Neuerungen: |
| Firefox Browser 77                                                                                               | 77.0           | 77.0.1     | 3. Juni 2020  | Außerplanmäßige Fehlerbehebung. | |
| Firefox Browser 78                                                                                               | 78.0           | 78.0       |               | 30. Juni 2020 | Neuerungen: Letzte Version für macOS 10.9 bis 10.11 |
| Firefox Browser 78                                                                                               | 78.0           | 78.0.1     | 1. Juli 2020  | Außerplanmäßige Fehlerbehebung. | |
| Firefox Browser 78                                                                                               | 78.0           | 78.0.2     | 9. Juli 2020  | Außerplanmäßige Sicherheitsaktualisierung und Fehlerbehebungen. | |
| Firefox Browser ESR 78                                                                                           | 78.0           | 78.0       |               | 30. Juni 2020 | Neue ESR-Version auf Basis der Version 78. |
| Firefox Browser ESR 78                                                                                           | 78.0           | 78.0.1     | 1. Juli 2020  | Außerplanmäßige Fehlerbehebung. | |
| Firefox Browser ESR 78                                                                                           | 78.0           | 78.0.2     | 9. Juli 2020  | Außerplanmäßige Sicherheitsaktualisierung und Fehlerbehebungen. | |
| Firefox Browser ESR 78                                                                                           | 78.0           | 78.1.0     | 28. Juli 2020 | Planmäßige Stabilitäts-, Funktions- und Sicherheitsaktualisierungen. | |
| Firefox Browser ESR 78                                                                                           | 78.0           | 78.2.0     | 25. Aug. 2020 | Planmäßige Stabilitäts-, Funktions- und Sicherheitsaktualisierungen. | |
| Firefox Browser ESR 78                                                                                           | 78.0           | 78.3.0     | 22. Sep. 2020 | Planmäßige Stabilitäts-, Funktions- und Sicherheitsaktualisierungen. | |
| Firefox Browser ESR 78                                                                                           | 78.0           | 78.3.1     | 1. Okt. 2020  | Außerplanmäßige Fehlerbehebung. | |
| Firefox Browser ESR 78                                                                                           | 78.0           | 78.4.0     | 20. Okt. 2020 | Planmäßige Stabilitäts-, Funktions- und Sicherheitsaktualisierungen. | |
| Firefox Browser ESR 78                                                                                           | 78.0           | 78.4.1     | 10. Nov. 2020 | Außerplanmäßige Sicherheitsaktualisierung. | |
| Firefox Browser ESR 78                                                                                           | 78.0           | 78.5.0     | 17. Nov. 2020 | Planmäßige Stabilitäts-, Funktions- und Sicherheitsaktualisierungen. | |
| Firefox Browser ESR 78                                                                                           | 78.0           | 78.6.0     | 15. Dez. 2020 | Planmäßige Stabilitäts-, Funktions- und Sicherheitsaktualisierungen. | |
| Firefox Browser ESR 78                                                                                           | 78.0           | 78.6.1     | 6. Jan. 2021  | Außerplanmäßige Stabilitäts- und Sicherheitsaktualisierung. | |
| Firefox Browser ESR 78                                                                                           | 78.0           | 78.7.0     | 26. Jan. 2021 | Planmäßige Stabilitäts-, Funktions- und Sicherheitsaktualisierungen. | |
| Firefox Browser ESR 78                                                                                           | 78.0           | 78.7.1     | 5. Feb. 2021  | Außerplanmäßige Stabilitäts- und Sicherheitsaktualisierung. | |
| Firefox Browser ESR 78                                                                                           | 78.0           | 78.8.0     | 23. Feb. 2021 | Planmäßige Stabilitäts-, Funktions- und Sicherheitsaktualisierungen. | |
| Firefox Browser ESR 78                                                                                           | 78.0           | 78.9.0     | 23. März 2021 | Planmäßige Stabilitäts-, Funktions- und Sicherheitsaktualisierungen. | |
| Firefox Browser ESR 78                                                                                           | 78.0           | 78.10.0    | 19. Apr. 2021 | Planmäßige Stabilitäts-, Funktions- und Sicherheitsaktualisierungen. | |
| Firefox Browser ESR 78                                                                                           | 78.0           | 78.10.1    | 4. Mai 2021   | Außerplanmäßige Fehlerbehebung und Sicherheitsaktualisierung. | |
| Firefox Browser ESR 78                                                                                           | 78.0           | 78.11.0    | 1. Juni 2021  | Planmäßige Stabilitäts-, Funktions- und Sicherheitsaktualisierungen. | |
| Firefox Browser ESR 78                                                                                           | 78.0           | 78.12.0    | 13. Juli 2021 | Planmäßige Stabilitäts-, Funktions- und Sicherheitsaktualisierungen. | |
| Firefox Browser ESR 78                                                                                           | 78.0           | 78.13.0    | 10. Aug. 2021 | Planmäßige Stabilitäts-, Funktions- und Sicherheitsaktualisierungen. | |
| Firefox Browser ESR 78                                                                                           | 78.0           | 78.14.0    | 7. Sep. 2021  | Planmäßige Stabilitäts-, Funktions- und Sicherheitsaktualisierungen. | |
| Firefox Browser ESR 78                                                                                           | 78.0           | 78.15.0    | 5. Okt. 2021  | Letzte planmäßige Stabilitäts-, Funktions- und Sicherheitsaktualisierungen der ESR-Version auf Basis der Version 78. | |
| Firefox Browser 79                                                                                               | 79.0           | 79.0       |               | 28. Juli 2020 | Neuerungen: |
| Firefox Browser 80                                                                                               | 80.0           | 80.0       |               | 25. Aug. 2020 | Neuerungen: |
| Firefox Browser 80                                                                                               | 80.0           | 80.0.1     | 1. Sep. 2020  | Außerplanmäßige Fehlerbehebungen. | |
| Firefox Browser 81                                                                                               | 81.0           | 81.0       |               | 22. Sep. 2020 | Neuerungen: |
| Firefox Browser 81                                                                                               | 81.0           | 81.0.1     | 1. Okt. 2020  | Außerplanmäßige Fehlerbehebungen und Stabilitätsaktualisierungen. | |
| Firefox Browser 81                                                                                               | 81.0           | 81.0.2     | 13. Okt. 2020 | Außerplanmäßige Fehlerbehebung. | |
| Firefox Browser 82                                                                                               | 82.0           | 82.0       |               | 20. Okt. 2020 | Neuerungen: |
| Firefox Browser 82                                                                                               | 82.0           | 82.0.1     | 27. Okt. 2020 | Außerplanmäßige Fehlerbehebungen. | |
| Firefox Browser 82                                                                                               | 82.0           | 82.0.2     | 28. Okt. 2020 | Außerplanmäßige Fehlerbehebung. | |
| Firefox Browser 82                                                                                               | 82.0           | 82.0.3     | 10. Nov. 2020 | Außerplanmäßige Sicherheitsaktualisierung. | |
| Firefox Browser 83                                                                                               | 83.0           | 83.0       |               | 17. Nov. 2020 | Neuerungen: |
| Firefox Browser 84                                                                                               | 84.0           | 84.0       |               | 15. Dez. 2020 | Neuerungen: |
| Firefox Browser 84                                                                                               | 84.0           | 84.0.1     | 22. Dez. 2020 | Außerplanmäßige Sicherheitsaktualisierung. | |
| Firefox Browser 84                                                                                               | 84.0           | 84.0.2     | 6. Jan. 2021  | Außerplanmäßige Sicherheitsaktualisierung. | |
| Firefox Browser 85                                                                                               | 85.0           | 85.0       |               | 26. Jan. 2021 | Neuerungen: Ende der Unterstützung von Adobe Flash; Erweiterung um Schutz vor Supercookies; Speicherung von und Zugriff auf Bookmarks verbessert; Im Passwortmanager gespeicherte Passwörter können mit einem Klick gelöscht werden |
| Firefox Browser 85                                                                                               | 85.0           | 85.0.1     | 5. Feb. 2021  | Außerplanmäßige Sicherheitsaktualisierung. | |
| Firefox Browser 85                                                                                               | 85.0           | 85.0.2     | 9. Feb. 2021  | Außerplanmäßige Fehlerbehebung. | |
| Firefox Browser 86                                                                                               | 86.0           | 86.0       |               | 23. Feb. 2021 | Neuerungen: |
| Firefox Browser 86                                                                                               | 86.0           | 86.0.1     | 11. März 2021 | Außerplanmäßige Fehlerbehebung. | |
| Firefox Browser 87                                                                                               | 87.0           | 87.0       |               | 23. März 2021 | Neuerungen: |
| Firefox Browser 88                                                                                               | 88.0           | 88.0       |               | 19. Apr. 2021 | Neuerungen: |
| Firefox Browser 88                                                                                               | 88.0           | 88.0.1     | 4. Mai 2021   | Außerplanmäßige Fehlerbehebungen, Stabilitäts- und Sicherheitsaktualisierungen. | |
| Firefox Browser 89                                                                                               | 89.0           | 89.0       |               | 1. Juni 2021 | Neuerungen: Neues „Proton“-Design; verbesserter Datenschutz in privaten Fenstern; zahlreiche Verbesserungen für Nutzer von macOS; Verbesserungen der Webplattform und Entwicklerwerkzeuge; Sicherheitsaktualisierungen. |
| Firefox Browser 89                                                                                               | 89.0           | 89.0.1     | 17. Juni 2021 | Außerplanmäßige Fehlerbehebungen, Stabilitäts- und Sicherheitsaktualisierungen. | |
| Firefox Browser 89                                                                                               | 89.0           | 89.0.2     | 23. Juni 2021 | Behebung gelegentlicher Hänger mit WebRender unter Linux. | |
| Firefox Browser 90                                                                                               | 90.0           | 90.0       |               | 13. Juli 2021 | Unter Windows können Updates angewendet werden, während Firefox nicht ausgeführt wird. Es können PDFs mit klickbaren Hyperlinks von Webseiten erstellt werden. FTP wird nicht mehr unterstützt. |
| Firefox Browser 90                                                                                               | 90.0           | 90.0.1     | 19. Juli 2021 | Außerplanmäßige Fehlerbehebungen. | |
| Firefox Browser 90                                                                                               | 90.0           | 90.0.2     | 22. Juli 2021 | Außerplanmäßige Fehlerbehebungen. | |
| Firefox Browser 91                                                                                               | 91.0           | 91.0       |               | 10. Aug. 2021 | Neuerungen: |
| Firefox Browser 91                                                                                               | 91.0           | 91.0.1     | 17. Aug. 2021 | Außerplanmäßige Fehlerbehebungen, Stabilitäts- und Sicherheitsaktualisierungen. | |
| Firefox Browser 91                                                                                               | 91.0           | 91.0.2     | 24. Aug. 2021 | Außerplanmäßige Fehlerbehebungen. | |
| Firefox Browser ESR 91                                                                                           | 91.0           | 91.0       |               | 10. Aug. 2021 | Neue ESR-Version auf Basis der Version 91. |
| Firefox Browser ESR 91                                                                                           | 91.0           | 91.0.1     | 17. Aug. 2021 | Außerplanmäßige Fehlerbehebungen, Stabilitäts- und Sicherheitsaktualisierungen. | |
| Firefox Browser ESR 91                                                                                           | 91.0           | 91.1.0     | 7. Sep. 2021  | Planmäßige Stabilitäts-, Funktions- und Sicherheitsaktualisierungen. | |
| Firefox Browser ESR 91                                                                                           | 91.0           | 91.2.0     | 5. Okt. 2021  | Planmäßige Stabilitäts-, Funktions- und Sicherheitsaktualisierungen. | |
| Firefox Browser ESR 91                                                                                           | 91.0           | 91.3.0     | 2. Nov. 2021  | Planmäßige Stabilitäts-, Funktions- und Sicherheitsaktualisierungen. | |
| Firefox Browser ESR 91                                                                                           | 91.0           | 91.4.0     | 7. Dez. 2021  | Planmäßige Stabilitäts-, Funktions- und Sicherheitsaktualisierungen. | |
| Firefox Browser ESR 91                                                                                           | 91.0           | 91.4.1     | 16. Dez. 2021 | Außerplanmäßige Fehlerbehebung. | |
| Firefox Browser ESR 91                                                                                           | 91.0           | 91.5.0     | 11. Jan. 2022 | Planmäßige Stabilitäts-, Funktions- und Sicherheitsaktualisierungen. | |
| Firefox Browser ESR 91                                                                                           | 91.0           | 91.5.1     | 27. Jan. 2022 | Außerplanmäßige Fehlerbehebung. | |
| Firefox Browser ESR 91                                                                                           | 91.0           | 91.6.0     | 8. Feb. 2022  | Planmäßige Stabilitäts-, Funktions- und Sicherheitsaktualisierungen. | |
| Firefox Browser ESR 91                                                                                           | 91.0           | 91.7.0     | 8. März 2022  | Planmäßige Stabilitäts-, Funktions- und Sicherheitsaktualisierungen. | |
| Firefox Browser ESR 91                                                                                           | 91.0           | 91.7.1     | 14. März 2022 | Yandex und Mail.ru wurden als optionale Suchanbieter aus dem Dropdown-Suchmenü in Firefox entfernt. | |
| Firefox Browser ESR 91                                                                                           | 91.0           | 91.8.0     | 5. Apr. 2022  | Planmäßige Stabilitäts-, Funktions- und Sicherheitsaktualisierungen. | |
| Firefox Browser ESR 91                                                                                           | 91.0           | 91.9.0     | 3. Mai 2022   | Planmäßige Stabilitäts-, Funktions- und Sicherheitsaktualisierungen. | |
| Firefox Browser ESR 91                                                                                           | 91.0           | 91.9.1     | 20. Mai 2022  | Außerplanmäßige Sicherheitsaktualisierung. | |
| Firefox Browser ESR 91                                                                                           | 91.0           | 91.10.0    | 31. Mai 2022  | Planmäßige Stabilitäts-, Funktions- und Sicherheitsaktualisierungen. | |
| Firefox Browser ESR 91                                                                                           | 91.0           | 91.11.0    | 28. Juni 2022 | Planmäßige Stabilitäts-, Funktions- und Sicherheitsaktualisierungen. | |
| Firefox Browser ESR 91                                                                                           | 91.0           | 91.12.0    | 26. Juli 2022 | Planmäßige Stabilitäts-, Funktions- und Sicherheitsaktualisierungen. | |
| Firefox Browser ESR 91                                                                                           | 91.0           | 91.13.0    | 23. Aug. 2022 | Letzte planmäßige Stabilitäts-, Funktions- und Sicherheitsaktualisierungen der ESR-Version auf Basis der Version 91. | |
| Firefox Browser 92                                                                                               | 92.0           | 92.0       |               | 7. Sep. 2021 | Neuerungen: |
| Firefox Browser 92                                                                                               | 92.0           | 92.0.1     | 23. Sep. 2021 | Außerplanmäßige Fehlerbehebungen. | |
| Firefox Browser 93                                                                                               | 93.0           | 93.0       |               | 5. Okt. 2021 | Neuerungen: |
| Firefox Browser 94                                                                                               | 94.0           | 94.0       |               | 2. Nov. 2021 | Neuerungen: |
| Firefox Browser 94                                                                                               | 94.0           | 94.0.1     | 4. Nov. 2021  | Außerplanmäßige Fehlerbehebung. | |
| Firefox Browser 94                                                                                               | 94.0           | 94.0.2     | 22. Nov. 2021 | Außerplanmäßige Fehlerbehebungen. | |
| Firefox Browser 95                                                                                               | 95.0           | 95.0       |               | 7. Dez. 2021 | Neuerungen: |
| Firefox Browser 95                                                                                               | 95.0           | 95.0.1     | 16. Dez. 2021 | Außerplanmäßige Fehlerbehebungen. | |
| Firefox Browser 95                                                                                               | 95.0           | 95.0.2     | 19. Dez. 2021 | Außerplanmäßige Fehlerbehebung. | |
| Firefox Browser 96                                                                                               | 96.0           | 96.0       |               | 11. Jan. 2022 | Neuerungen: |
| Firefox Browser 96                                                                                               | 96.0           | 96.0.1     | 14. Jan. 2022 | Außerplanmäßige Fehlerbehebungen. | |
| Firefox Browser 96                                                                                               | 96.0           | 96.0.2     | 20. Jan. 2022 | Außerplanmäßige Fehlerbehebungen. | |
| Firefox Browser 96                                                                                               | 96.0           | 96.0.3     | 27. Jan. 2022 | Außerplanmäßige Fehlerbehebung. | |
| Firefox Browser 97                                                                                               | 97.0           | 97.0       |               | 8. Feb. 2022 | Neuerungen: |
| Firefox Browser 97                                                                                               | 97.0           | 97.0.1     | 17. Feb. 2022 | Außerplanmäßige Fehlerbehebungen. | |
| Firefox Browser 98                                                                                               | 98.0           | 98.0       |               | 8. März 2022 | Neuerungen: |
| Firefox Browser 98                                                                                               | 98.0           | 98.0.1     | 14. März 2022 | Yandex und Mail.ru wurden als optionale Suchanbieter aus dem Dropdown-Suchmenü in Firefox entfernt. | |
| Firefox Browser 98                                                                                               | 98.0           | 98.0.2     | 23. März 2022 | Außerplanmäßige Fehlerbehebungen. | |
| Firefox Browser 99                                                                                               | 99.0           | 99.0       |               | 5. Apr. 2022 | Neuerungen: |
| Firefox Browser 99                                                                                               | 99.0           | 99.0.1     | 12. Apr. 2022 | Außerplanmäßige Fehlerbehebungen. | |
| Firefox Browser 100                                                                                              | 100.0          | 100.0      |               | 3. Mai 2022 | Neuerungen: |
| Firefox Browser 100                                                                                              | 100.0          | 100.0.1    | 16. Mai 2022  | Außerplanmäßige Fehlerbehebungen. | |
| Firefox Browser 100                                                                                              | 100.0          | 100.0.2    | 20. Mai 2022  | Außerplanmäßige Sicherheitsaktualisierung. | |
| Firefox Browser 101                                                                                              | 101.0          | 101.0      |               | 31. Mai 2022 | Neuerungen: |
| Firefox Browser 101                                                                                              | 101.0          | 101.0.1    | 9. Juni 2022  | Außerplanmäßige Fehlerbehebungen und Stabilitätsaktualisierungen. | |
| Firefox Browser 102                                                                                              | 102.0          | 102.0      |               | 28. Juni 2022 | Neuerungen: |
| Firefox Browser 102                                                                                              | 102.0          | 102.0.1    | 6. Juli 2022  | Außerplanmäßige Fehlerbehebungen und Stabilitätsaktualisierungen. | |
| Firefox Browser ESR 102                                                                                          | 102.0          | 102.0      |               | 28. Juni 2022 | Neue ESR-Version auf Basis der Version 102. |
| Firefox Browser ESR 102                                                                                          | 102.0          | 102.0.1    | 6. Juli 2022  | Außerplanmäßige Fehlerbehebungen und Sicherheitsaktualisierungen. | |
| Firefox Browser ESR 102                                                                                          | 102.0          | 102.1.0    | 26. Juli 2022 | Planmäßige Stabilitäts-, Funktions- und Sicherheitsaktualisierungen. | |
| Firefox Browser ESR 102                                                                                          | 102.0          | 102.2.0    | 23. Aug. 2022 | Planmäßige Stabilitäts-, Funktions- und Sicherheitsaktualisierungen. | |
| Firefox Browser ESR 102                                                                                          | 102.0          | 102.3.0    | 20. Sep. 2022 | Planmäßige Stabilitäts-, Funktions- und Sicherheitsaktualisierungen. | |
| Firefox Browser ESR 102                                                                                          | 102.0          | 102.4.0    | 18. Okt. 2022 | Planmäßige Stabilitäts-, Funktions- und Sicherheitsaktualisierungen. | |
| Firefox Browser ESR 102                                                                                          | 102.0          | 102.5.0    | 15. Nov. 2022 | Planmäßige Stabilitäts-, Funktions- und Sicherheitsaktualisierungen. | |
| Firefox Browser ESR 102                                                                                          | 102.0          | 102.6.0    | 13. Dez. 2022 | Planmäßige Stabilitäts-, Funktions- und Sicherheitsaktualisierungen. | |
| Firefox Browser ESR 102                                                                                          | 102.0          | 102.7.0    | 17. Jan. 2023 | Planmäßige Stabilitäts-, Funktions- und Sicherheitsaktualisierungen. | |
| Firefox Browser ESR 102                                                                                          | 102.0          | 102.8.0    | 14. Feb. 2023 | Planmäßige Sicherheitsaktualisierungen. | |
| Firefox Browser ESR 102                                                                                          | 102.0          | 102.9.0    | 14. März 2023 | Planmäßige Sicherheitsaktualisierungen. | |
| Firefox Browser ESR 102                                                                                          | 102.0          | 102.10.0   | 11. Apr. 2023 | Planmäßige Sicherheitsaktualisierungen. | |
| Firefox Browser ESR 102                                                                                          | 102.0          | 102.11.0   | 9. Mai 2023   | Planmäßige Sicherheitsaktualisierungen und weitere Qualitätsverbesserungen. | |
| Firefox Browser ESR 102                                                                                          | 102.0          | 102.12.0   | 6. Juni 2023  | Planmäßige Sicherheitsaktualisierungen und weitere Qualitätsverbesserungen. | |
| Firefox Browser ESR 102                                                                                          | 102.0          | 102.13.0   | 4. Juli 2023  | Planmäßige Sicherheitsaktualisierungen und weitere Qualitätsverbesserungen. | |
| Firefox Browser ESR 102                                                                                          | 102.0          | 102.14.0   | 1. Aug. 2023  | Planmäßige Sicherheitsaktualisierungen und weitere Qualitätsverbesserungen. | |
| Firefox Browser ESR 102                                                                                          | 102.0          | 102.15.0   | 29. Aug. 2023 | Planmäßige Sicherheitsaktualisierungen. | |
| Firefox Browser ESR 102                                                                                          | 102.0          | 102.15.1   | 12. Sep. 2023 | Letzte außerplanmäßige Sicherheitsaktualisierung der ESR-Version auf Basis der Version 102. | |
| Firefox Browser 103                                                                                              | 103.0          | 103.0      |               | 26. Juli 2022 | Neuerungen: |
| Firefox Browser 103                                                                                              | 103.0          | 103.0.1    | 1. Aug. 2022  | Außerplanmäßige Stabilitäts- und Funktionsaktualisierung. | |
| Firefox Browser 103                                                                                              | 103.0          | 103.0.2    | 9. Aug. 2022  | Außerplanmäßige Fehlerbehebungen. | |
| Firefox Browser 104                                                                                              | 104.0          | 104.0      |               | 23. Aug. 2022 | Neuerungen: |
| Firefox Browser 104                                                                                              | 104.0          | 104.0.1    | 30. Aug. 2022 | Außerplanmäßige Fehlerbehebung. | |
| Firefox Browser 104                                                                                              | 104.0          | 104.0.2    | 6. Sep. 2022  | Außerplanmäßige Fehlerbehebungen. | |
| Firefox Browser 105                                                                                              | 105.0          | 105.0      |               | 20. Sep. 2022 | Neuerungen: |
| Firefox Browser 105                                                                                              | 105.0          | 105.0.1    | 23. Sep. 2022 | Außerplanmäßige Fehlerbehebung. | |
| Firefox Browser 105                                                                                              | 105.0          | 105.0.2    | 4. Okt. 2022  | Außerplanmäßige Fehlerbehebung. | |
| Firefox Browser 105                                                                                              | 105.0          | 105.0.3    | 7. Okt. 2022  | Außerplanmäßige Stabilitätsaktualisierung. | |
| Firefox Browser 106                                                                                              | 106.0          | 106.0      |               | 18. Okt. 2022 | Neuerungen: |
| Firefox Browser 106                                                                                              | 106.0          | 106.0.1    | 20. Okt. 2022 | Außerplanmäßige Stabilitätsaktualisierung. | |
| Firefox Browser 106                                                                                              | 106.0          | 106.0.2    | 26. Okt. 2022 | Außerplanmäßige Fehlerbehebungen. | |
| Firefox Browser 106                                                                                              | 106.0          | 106.0.3    | 31. Okt. 2022 | Außerplanmäßige Stabilitätsaktualisierungen. | |
| Firefox Browser 106                                                                                              | 106.0          | 106.0.4    | 3. Nov. 2022  | Außerplanmäßige Fehlerbehebungen. | |
| Firefox Browser 106                                                                                              | 106.0          | 106.0.5    | 4. Nov. 2022  | Außerplanmäßige Fehlerbehebungen. | |
| Firefox Browser 107                                                                                              | 107.0          | 107.0      |               | 15. Nov. 2022 | Neuerungen: |
| Firefox Browser 107                                                                                              | 107.0          | 107.0.1    | 29. Nov. 2022 | Außerplanmäßige Fehlerbehebungen. | |
| Firefox Browser 108                                                                                              | 108.0          | 108.0      |               | 13. Dez. 2022 | Neuerungen: |
| Firefox Browser 108                                                                                              | 108.0          | 108.0.1    | 16. Dez. 2022 | Außerplanmäßige Fehlerbehebung. | |
| Firefox Browser 108                                                                                              | 108.0          | 108.0.2    | 5. Jan. 2023  | Außerplanmäßige Stabilitätsaktualisierung. | |
| Firefox Browser 109                                                                                              | 109.0          | 109.0      |               | 17. Jan. 2023 | Neuerungen: |
| Firefox Browser 109                                                                                              | 109.0          | 109.0.1    | 31. Jan. 2023 | Außerplanmäßige Fehlerbehebungen. | |
| Firefox Browser 110                                                                                              | 110.0          | 110.0      |               | 14. Feb. 2023 | Neuerungen: |
| Firefox Browser 110                                                                                              | 110.0          | 110.0.1    | 28. Feb. 2023 | Außerplanmäßige Fehlerbehebungen. | |
| Firefox Browser 111                                                                                              | 111.0          | 111.0      |               | 14. März 2023 | Neuerungen: |
| Firefox Browser 111                                                                                              | 111.0          | 111.0.1    | 21. März 2023 | Außerplanmäßige Stabilitätsaktualisierungen. | |
| Firefox Browser 112                                                                                              | 112.0          | 112.0      |               | 11. Apr. 2023 | Neuerungen: |
| Firefox Browser 112                                                                                              | 112.0          | 112.0.1    | 17. Apr. 2023 | Außerplanmäßige Fehlerbehebung. | |
| Firefox Browser 112                                                                                              | 112.0          | 112.0.2    | 25. Apr. 2023 | Außerplanmäßige Fehlerbehebungen. | |
| Firefox Browser 113                                                                                              | 113.0          | 113.0      |               | 9. Mai 2023 | Neuerungen: |
| Firefox Browser 113                                                                                              | 113.0          | 113.0.1    | 12. Mai 2023  | Außerplanmäßige Fehlerbehebungen. | |
| Firefox Browser 113                                                                                              | 113.0          | 113.0.2    | 23. Mai 2023  | Außerplanmäßige Fehlerbehebungen. | |
| Firefox Browser 114                                                                                              | 114.0          | 114.0      |               | 6. Juni 2023 | Neuerungen: |
| Firefox Browser 114                                                                                              | 114.0          | 114.0.1    | 9. Juni 2023  | Außerplanmäßige Stabilitätsaktualisierung. | |
| Firefox Browser 114                                                                                              | 114.0          | 114.0.2    | 20. Juni 2023 | Außerplanmäßige Stabilitätsaktualisierungen. | |
| Firefox Browser 115                                                                                              | 115.0          | 115.0      |               | 4. Juli 2023 | Neuerungen: |
| Firefox Browser 115                                                                                              | 115.0          | 115.0.1    | 7. Juli 2023  | Außerplanmäßige Stabilitätsaktualisierung. | |
| Firefox Browser 115                                                                                              | 115.0          | 115.0.2    | 11. Juli 2023 | Außerplanmäßige Fehler-, Stabilitäts- und Sicherheitsaktualisierung. | |
| Firefox Browser 115                                                                                              | 115.0          | 115.0.3    | 27. Juli 2023 | Außerplanmäßige Fehlerbehebung. | |
| Firefox Browser ESR 115                                                                                          | 115.0          | 115.0      |               | 4. Juli 2023 | Neue ESR-Version auf Basis der Version 115. |
| Firefox Browser ESR 115                                                                                          | 115.0          | 115.0.1    | 7. Juli 2023  | Außerplanmäßige Stabilitätsaktualisierung. | |
| Firefox Browser ESR 115                                                                                          | 115.0          | 115.0.2    | 11. Juli 2023 | Außerplanmäßige Fehler-, Stabilitäts- und Sicherheitsaktualisierung. | |
| Firefox Browser ESR 115                                                                                          | 115.0          | 115.0.3    | 27. Juli 2023 | Außerplanmäßige Stabilitätsaktualisierung. | |
| Firefox Browser ESR 115                                                                                          | 115.0          | 115.1      | 1. Aug. 2023  | Planmäßige Stabilitätsaktualisierungen. | |
| Firefox Browser ESR 115                                                                                          | 115.0          | 115.2.0    | 29. Aug. 2023 | Planmäßige Sicherheitsaktualisierungen und Qualitätsverbesserungen. | |
| Firefox Browser ESR 115                                                                                          | 115.0          | 115.2.1    | 12. Sep. 2023 | Außerplanmäßige Sicherheitsaktualisierung. | |
| Firefox Browser ESR 115                                                                                          | 115.0          | 115.3.0    | 26. Sep. 2023 | Planmäßige Sicherheitsaktualisierungen und andere Qualitätsverbesserungen. | |
| Firefox Browser ESR 115                                                                                          | 115.0          | 115.3.1    | 28. Sep. 2023 | Außerplanmäßige Sicherheitsaktualisierung. | |
| Firefox Browser ESR 115                                                                                          | 115.0          | 115.4.0    | 24. Okt. 2023 | Planmäßige Sicherheitsaktualisierungen und andere Qualitätsverbesserungen. | |
| Firefox Browser ESR 115                                                                                          | 115.0          | 115.5.0    | 21. Nov. 2023 | Planmäßige Sicherheitsaktualisierungen und andere Qualitätsverbesserungen. | |
| Firefox Browser ESR 115                                                                                          | 115.0          | 115.6.0    | 19. Dez. 2023 | Planmäßige Sicherheitsaktualisierungen und andere Qualitätsverbesserungen. | |
| Firefox Browser ESR 115                                                                                          | 115.0          | 115.7.0    | 23. Jan. 2024 | Planmäßige Sicherheitsaktualisierungen und andere Qualitätsverbesserungen. | |
| Firefox Browser ESR 115                                                                                          | 115.0          | 115.8.0    | 20. Feb. 2024 | Planmäßige Sicherheitsaktualisierungen und andere Qualitätsverbesserungen. | |
| Firefox Browser ESR 115                                                                                          | 115.0          | 115.9.0    | 19. März 2024 | Planmäßige Sicherheitsaktualisierungen und andere Qualitätsverbesserungen. | |
| Firefox Browser ESR 115                                                                                          | 115.0          | 115.9.1    | 22. März 2024 | Außerplanmäßige Sicherheitsaktualisierung. | |
| Firefox Browser ESR 115                                                                                          | 115.0          | 115.10.0   | 16. Apr. 2024 | Planmäßige Sicherheitsaktualisierungen und andere Qualitätsverbesserungen. | |
| Firefox Browser ESR 115                                                                                          | 115.0          | 115.11.0   | 14. Mai 2024  | Planmäßige Sicherheitsaktualisierungen und andere Qualitätsverbesserungen. | |
| Firefox Browser ESR 115                                                                                          | 115.0          | 115.12.0   | 11. Juni 2024 | Planmäßige Sicherheitsaktualisierungen und andere Qualitätsverbesserungen. | |
| Firefox Browser ESR 115                                                                                          | 115.0          | 115.13.0   | 9. Juli 2024  | Planmäßige Sicherheitsaktualisierungen und andere Qualitätsverbesserungen. | |
| Firefox Browser ESR 115                                                                                          | 115.0          | 115.14.0   | 6. Aug. 2024  | Planmäßige Sicherheitsaktualisierungen und andere Qualitätsverbesserungen. | |
| Firefox Browser ESR 115                                                                                          | 115.0          | 115.15.0   | 3. Sep. 2024  | Planmäßige Sicherheitsaktualisierungen und andere Qualitätsverbesserungen. | |
| Firefox Browser ESR 115                                                                                          | 115.0          | 115.16.0   | 1. Okt. 2024  | Planmäßige Sicherheitsaktualisierungen. | |
| Firefox Browser ESR 115                                                                                          | 115.0          | 115.16.1   | 9. Okt. 2024  | Außerplanmäßige Sicherheitsaktualisierung. | |
| Firefox Browser ESR 115                                                                                          | 115.0          | 115.17.0   | 29. Okt. 2024 | Planmäßige Sicherheitsaktualisierungen. | |
| Firefox Browser ESR 115                                                                                          | 115.0          | 115.18.0   | 26. Nov. 2024 | Planmäßige Sicherheitsaktualisierungen. | |
| Firefox Browser ESR 115                                                                                          | 115.0          | 115.19.0   | 7. Jan. 2025  | Planmäßige Sicherheitsaktualisierungen. | |
| Firefox Browser ESR 115                                                                                          | 115.0          | 115.20.0   | 4. Feb. 2025  | Planmäßige Sicherheitsaktualisierungen. | |
| Firefox Browser ESR 115                                                                                          | 115.0          | 115.21.0   | 4. März 2025  | Planmäßige Sicherheitsaktualisierungen. | |
| Firefox Browser ESR 115                                                                                          | 115.0          | 115.21.1   | 27. März 2025 | Außerplanmäßige Sicherheitsaktualisierung. | |
| Firefox Browser ESR 115                                                                                          | 115.0          | 115.22.0   | 1. Apr. 2025  | Planmäßige Sicherheitsaktualisierung. | |
| Firefox Browser ESR 115                                                                                          | 115.0          | 115.23.0   | 29. Apr. 2025 | Planmäßige Sicherheitsaktualisierung. | |
| Firefox Browser ESR 115                                                                                          | 115.0          | 115.23.1   | 17. Mai 2025  | Außerplanmäßige Sicherheitsaktualisierungen. | |
| Firefox Browser ESR 115                                                                                          | 115.0          | 115.24.0   | 27. Mai 2025  | Planmäßige Sicherheitsaktualisierungen. | |
| Firefox Browser ESR 115                                                                                          | 115.0          | 115.25.0   | 24. Juni 2025 | Planmäßige Sicherheitsaktualisierungen. | |
| Firefox Browser ESR 115                                                                                          | 115.0          | 115.26.0   | 22. Juli 2025 | Planmäßige Sicherheitsaktualisierungen. | |
| Firefox Browser ESR 115                                                                                          | 115.0          | 115.27.0   | 19. Aug. 2025 | Letzte planmäßige Sicherheitsaktualisierungen der ESR-Version auf Basis der Version 115. | |
| Firefox Browser 116                                                                                              | 116.0          | 116.0      |               | 1. Aug. 2023 | Neuerungen: |
| Firefox Browser 116                                                                                              | 116.0          | 116.0.1    | 4. Aug. 2023  | Außerplanmäßige Fehlerbehebung. | |
| Firefox Browser 116                                                                                              | 116.0          | 116.0.2    | 7. Aug. 2023  | Außerplanmäßige Fehlerbehebung. | |
| Firefox Browser 116                                                                                              | 116.0          | 116.0.3    | 16. Aug. 2023 | Außerplanmäßige Fehlerbehebungen. | |
| Firefox Browser 117                                                                                              | 117.0          | 117.0      |               | 29. Aug. 2023 | Neuerungen: |
| Firefox Browser 117                                                                                              | 117.0          | 117.0.1    | 12. Sep. 2023 | Außerplanmäßige Fehler- und Sicherheitsaktualisierungen. | |
| Firefox Browser 118                                                                                              | 118.0          | 118.0      |               | 26. Sep. 2023 | Neuerungen: |
| Firefox Browser 118                                                                                              | 118.0          | 118.0.1    | 28. Sep. 2023 | Außerplanmäßige Sicherheitsaktualisierung. | |
| Firefox Browser 118                                                                                              | 118.0          | 118.0.2    | 10. Okt. 2023 | Außerplanmäßige Fehlerbehebungen und Stabilitätsaktualisierungen. | |
| Firefox Browser 119                                                                                              | 119.0          | 119.0      |               | 24. Okt. 2023 | Neuerungen: |
| Firefox Browser 119                                                                                              | 119.0          | 119.0.1    | 7. Nov. 2023  | Außerplanmäßige Fehlerbehebungen. | |
| Firefox Browser 120                                                                                              | 120.0          | 120.0      |               | 21. Nov. 2023 | Neuerungen: |
| Firefox Browser 120                                                                                              | 120.0          | 120.0.1    | 30. Nov. 2023 | Außerplanmäßige Fehlerbehebungen. | |
| Firefox Browser 121                                                                                              | 121.0          | 121.0      |               | 19. Dez. 2023 | Neuerungen: |
| Firefox Browser 121                                                                                              | 121.0          | 121.0.1    | 9. Jan. 2024  | Außerplanmäßige Fehlerbehebungen. | |
| Firefox Browser 122                                                                                              | 122.0          | 122.0      |               | 23. Jan. 2024 | Neuerungen: |
| Firefox Browser 122                                                                                              | 122.0          | 122.0.1    | 6. Feb. 2024  | Außerplanmäßige Fehlerbehebungen. | |
| Firefox Browser 123                                                                                              | 123.0          | 123.0      |               | 20. Feb. 2024 | Neuerungen: |
| Firefox Browser 123                                                                                              | 123.0          | 123.0.1    | 5. März 2024  | Außerplanmäßige Fehlerbehebungen. | |
| Firefox Browser 124                                                                                              | 124.0          | 124.0      |               | 19. März 2024 | Neuerungen: |
| Firefox Browser 124                                                                                              | 124.0          | 124.0.1    | 22. März 2024 | Außerplanmäßige Sicherheitsaktualisierungen. | |
| Firefox Browser 124                                                                                              | 124.0          | 124.0.2    | 2. Apr. 2024  | Außerplanmäßige Fehlerbehebungen. | |
| Firefox Browser 125                                                                                              | 125.0          | 125.0      |               | nicht veröffentlicht | Veröffentlichung der Hauptversion 125.0 wurde wegen der Entdeckung eines schwerwiegenden Qualitätsproblems zugunsten der Version 125.0.1 übersprungen. |
| Firefox Browser 125                                                                                              | 125.0          | 125.0.1    | 16. Apr. 2024 | Neuerungen: | |
| Firefox Browser 125                                                                                              | 125.0          | 125.0.2    | 22. Apr. 2024 | Außerplanmäßige Fehlerbehebung. | |
| Firefox Browser 125                                                                                              | 125.0          | 125.0.3    | 29. Apr. 2024 | Außerplanmäßige Fehlerbehebungen. | |
| Firefox Browser 126                                                                                              | 126.0          | 126.0      |               | 14. Mai 2024 | Neuerungen: |
| Firefox Browser 126                                                                                              | 126.0          | 126.0.1    | 28. Mai 2024  | Außerplanmäßige Fehlerbehebungen. | |
| Firefox Browser 127                                                                                              | 127.0          | 127.0      |               | 11. Juni 2024 | Neuerungen: |
| Firefox Browser 127                                                                                              | 127.0          | 127.0.1    | 19. Juni 2024 | Außerplanmäßige Fehlerbehebungen. | |
| Firefox Browser 127                                                                                              | 127.0          | 127.0.2    | 25. Juni 2024 | Außerplanmäßige Fehlerbehebungen. | |
| Firefox Browser 128                                                                                              | 128.0          | 128.0      |               | 9. Juli 2024 | Neuerungen: |
| Firefox Browser 128                                                                                              | 128.0          | 128.0.1    | 16. Juli 2024 | Diese Versionsnummer war ausschließlich einem Android-Update vorbehalten. | |
| Firefox Browser 128                                                                                              | 128.0          | 128.0.2    | 23. Juli 2024 | Außerplanmäßige Fehlerbehebungen und diverse Stabilitätsaktualisierungen. | |
| Firefox Browser 128                                                                                              | 128.0          | 128.0.3    | 26. Juli 2024 | Außerplanmäßige Fehlerbehebungen. | |
| Firefox Browser ESR 128                                                                                          | 128.0          | 128.0      |               | 9. Juli 2024 | Neue ESR-Version auf Basis der Version 128. |
| Firefox Browser ESR 128                                                                                          | 128.0          | 128.1.0    | 6. Aug. 2024  | Planmäßige Sicherheitsaktualisierungen und andere Qualitätsverbesserungen. | |
| Firefox Browser ESR 128                                                                                          | 128.0          | 128.2.0    | 3. Sep. 2024  | Planmäßige Sicherheitsaktualisierungen und andere Qualitätsverbesserungen. | |
| Firefox Browser ESR 128                                                                                          | 128.0          | 128.3.0    | 1. Okt. 2024  | Planmäßige Sicherheitsaktualisierungen und andere Qualitätsverbesserungen. | |
| Firefox Browser ESR 128                                                                                          | 128.0          | 128.3.1    | 9. Okt. 2024  | Außerplanmäßige Sicherheitsaktualisierung. | |
| Firefox Browser ESR 128                                                                                          | 128.0          | 128.4.0    | 29. Okt. 2024 | Planmäßige Sicherheitsaktualisierungen und andere Qualitätsverbesserungen. | |
| Firefox Browser ESR 128                                                                                          | 128.0          | 128.5.0    | 26. Nov. 2024 | Planmäßige Sicherheitsaktualisierungen und andere Qualitätsverbesserungen. | |
| Firefox Browser ESR 128                                                                                          | 128.0          | 128.5.1    | 29. Nov. 2024 | Außerplanmäßige Fehlerbehebung. | |
| Firefox Browser ESR 128                                                                                          | 128.0          | 128.5.2    | 12. Dez. 2024 | Außerplanmäßige Fehlerbehebung. | |
| Firefox Browser ESR 128                                                                                          | 128.0          | 128.6.0    | 7. Jan. 2025  | Planmäßige Sicherheitsaktualisierungen. | |
| Firefox Browser ESR 128                                                                                          | 128.0          | 128.7.0    | 4. Feb. 2025  | Planmäßige Sicherheitsaktualisierungen. | |
| Firefox Browser ESR 128                                                                                          | 128.0          | 128.8.0    | 4. März 2025  | Planmäßige Sicherheitsaktualisierungen. | |
| Firefox Browser ESR 128                                                                                          | 128.0          | 128.8.1    | 27. März 2025 | Außerplanmäßige Sicherheitsaktualisierung. | |
| Firefox Browser ESR 128                                                                                          | 128.0          | 128.9.0    | 1. Apr. 2025  | Planmäßige Sicherheitsaktualisierungen. | |
| Firefox Browser ESR 128                                                                                          | 128.0          | 128.10.0   | 29. Apr. 2025 | Planmäßige Sicherheitsaktualisierungen. | |
| Firefox Browser ESR 128                                                                                          | 128.0          | 128.10.1   | 17. Mai 2025  | Außerplanmäßige Sicherheitsaktualisierungen. | |
| Firefox Browser ESR 128                                                                                          | 128.0          | 128.11.0   | 27. Mai 2025  | Planmäßige Sicherheitsaktualisierungen. | |
| Firefox Browser ESR 128                                                                                          | 128.0          | 128.12.0   | 24. Juni 2025 | Planmäßige Sicherheitsaktualisierungen. | |
| Firefox Browser ESR 128                                                                                          | 128.0          | 128.13.0   | 22. Juli 2025 | Planmäßige Sicherheitsaktualisierungen. | |
| Firefox Browser ESR 128                                                                                          | 128.0          | 128.14.0   | 19. Aug. 2025 | Letzte planmäßige Sicherheitsaktualisierungen der ESR-Version auf Basis der Version 128. | |
| Firefox Browser 129                                                                                              | 129.0          | 129.0      |               | 6. Aug. 2024 | Neuerungen: |
| Firefox Browser 129                                                                                              | 129.0          | 129.0.1    | 13. Aug. 2024 | Außerplanmäßige Fehlerbehebungen. | |
| Firefox Browser 129                                                                                              | 129.0          | 129.0.2    | 20. Aug. 2024 | Außerplanmäßige Fehlerbehebungen. | |
| Firefox Browser 130                                                                                              | 130.0          | 130.0      |               | 3. Sep. 2024 | Neuerungen: |
| Firefox Browser 130                                                                                              | 130.0          | 130.0.1    | 17. Sep. 2024 | Außerplanmäßige Fehlerbehebungen. | |
| Firefox Browser 131                                                                                              | 131.0          | 131.0      |               | 1. Okt. 2024 | Neuerungen: |
| Firefox Browser 131                                                                                              | 131.0          | 131.0.1    | 8. Okt. 2024  | Außerplanmäßige Fehlerbehebungen für Android. | |
| Firefox Browser 131                                                                                              | 131.0          | 131.0.2    | 9. Okt. 2024  | Außerplanmäßige Sicherheitsaktualisierung. | |
| Firefox Browser 131                                                                                              | 131.0          | 131.0.3    | 14. Okt. 2024 | Außerplanmäßige Fehlerbehebungen und Sicherheitsaktualisierung. | |
| Firefox Browser 132                                                                                              | 132.0          | 132.0      |               | 29. Okt. 2024 | Neuerungen: |
| Firefox Browser 132                                                                                              | 132.0          | 132.0.1    | 4. Nov. 2024  | Außerplanmäßige Fehlerbehebungen. | |
| Firefox Browser 132                                                                                              | 132.0          | 132.0.2    | 12. Nov. 2024 | Außerplanmäßige Fehlerbehebungen. | |
| Firefox Browser 133                                                                                              | 133.0          | 133.0      |               | 26. Nov. 2024 | Neuerungen: |
| Firefox Browser 133                                                                                              | 133.0          | 133.0.1    | 3. Dez. 2024  | Diese Versionsnummer war ausschließlich einem Android-Update vorbehalten. | |
| Firefox Browser 133                                                                                              | 133.0          | 133.0.2    | 5. Dez. 2024  | Diese Versionsnummer war ausschließlich einem Android-Update vorbehalten. | |
| Firefox Browser 133                                                                                              | 133.0          | 133.0.3    | 10. Dez. 2024 | Außerplanmäßige Fehlerbehebungen. | |
| Firefox Browser 134                                                                                              | 134.0          | 134.0      |               | 7. Jan. 2025 | Neuerungen: |
| Firefox Browser 134                                                                                              | 134.0          | 134.0.1    | 14. Jan. 2025 | Außerplanmäßige Fehlerbehebungen. | |
| Firefox Browser 134                                                                                              | 134.0          | 134.0.2    | 21. Jan. 2025 | Außerplanmäßige Fehlerbehebungen. | |
| Firefox Browser 135                                                                                              | 135.0          | 135.0      |               | 4. Feb. 2025 | Neuerungen: |
| Firefox Browser 135                                                                                              | 135.0          | 135.0.1    | 18. Feb. 2025 | Außerplanmäßige Fehlerbehebungen und Sicherheitsaktualisierung. | |
| Firefox Browser 136                                                                                              | 136.0          | 136.0      |               | 4. März 2025 | Neuerungen: |
| Firefox Browser 136                                                                                              | 136.0          | 136.0.1    | 11. März 2025 | Außerplanmäßige Fehlerbehebungen. | |
| Firefox Browser 136                                                                                              | 136.0          | 136.0.2    | 18. März 2025 | Außerplanmäßige Fehlerbehebungen. | |
| Firefox Browser 136                                                                                              | 136.0          | 136.0.3    | 25. März 2025 | Außerplanmäßige Fehlerbehebung. | |
| Firefox Browser 136                                                                                              | 136.0          | 136.0.4    | 27. März 2025 | Außerplanmäßige Sicherheitsaktualisierung. | |
| Firefox Browser 137                                                                                              | 137.0          | 137.0      |               | 1. Apr. 2025 | Neuerungen: |
| Firefox Browser 137                                                                                              | 137.0          | 137.0.1    | 8. Apr. 2025  | Außerplanmäßige Fehlerbehebungen. | |
| Firefox Browser 137                                                                                              | 137.0          | 137.0.2    | 15. Apr. 2025 | Außerplanmäßige Fehlerbehebungen und Sicherheitsaktualisierung. | |
| Firefox Browser 138                                                                                              | 138.0          | 138.0      |               | 29. Apr. 2025 | Neuerungen: |
| Firefox Browser 138                                                                                              | 138.0          | 138.0.1    | 1. Mai 2025   | Außerplanmäßige Fehlerbehebungen. | |
| Firefox Browser 138                                                                                              | 138.0          | 138.0.2    | 6. Mai 2025   | Diese Versionsnummer war ausschließlich einem Android-Update vorbehalten. | |
| Firefox Browser 138                                                                                              | 138.0          | 138.0.3    | 13. Mai 2025  | Außerplanmäßige Fehlerbehebungen. | |
| Firefox Browser 138                                                                                              | 138.0          | 138.0.4    | 17. Mai 2025  | Außerplanmäßige Sicherheitsaktualisierungen. | |
| Firefox Browser 139                                                                                              | 139.0          | 139.0      |               | 27. Mai 2025 | Neuerungen: |
| Firefox Browser 139                                                                                              | 139.0          | 139.0.1    | 29. Mai 2025  | Außerplanmäßige Fehlerbehebung. | |
| Firefox Browser 139                                                                                              | 139.0          | 139.0.2    | 3. Juni 2025  | Diese Versionsnummer war ausschließlich einem Android-Update vorbehalten. | |
| Firefox Browser 139                                                                                              | 139.0          | 139.0.3    | 4. Juni 2025  | Diese Versionsnummer war ausschließlich einem Android-Update vorbehalten. | |
| Firefox Browser 139                                                                                              | 139.0          | 139.0.4    | 10. Juni 2025 | Außerplanmäßige Fehlerbehebungen und Sicherheitsaktualisierungen. | |
| Firefox Browser 140                                                                                              | 140.0          | 140.0      |               | 24. Juni 2025 | Neuerungen: |
| Firefox Browser 140                                                                                              | 140.0          | 140.0.1    | 26. Juni 2025 | Außerplanmäßige Fehlerbehebungen. | |
| Firefox Browser 140                                                                                              | 140.0          | 140.0.2    | 27. Juni 2025 | Außerplanmäßige Fehlerbehebung. | |
| Firefox Browser 140                                                                                              | 140.0          | 140.0.3    | 1. Juli 2025  | Diese Versionsnummer war ausschließlich einem Android-Update vorbehalten. | |
| Firefox Browser 140                                                                                              | 140.0          | 140.0.4    | 8. Juli 2025  | Außerplanmäßige Neuerung und Fehlerbehebungen. | |
| Firefox Browser ESR 140                                                                                          | 140.0          | 140.0      |               | 24. Juni 2025 | Neue ESR-Version auf Basis der Version 140. |
| Firefox Browser ESR 140                                                                                          | 140.0          | 140.1.0esr | 22. Juli 2025 | Planmäßige Sicherheitsaktualisierungen. | |
| Firefox Browser ESR 140                                                                                          | 140.0          | 140.2.0esr | 19. Aug. 2025 | Planmäßige Sicherheitsaktualisierungen. | |
| Firefox Browser 141                                                                                              | 141.0          | 141.0      |               | 22. Juli 2025 | Neuerungen: |
| Firefox Browser 141                                                                                              | 141.0          | 141.0.1    | 29. Juli 2025 | Diese Versionsnummer war ausschließlich einem Android-Update vorbehalten. | |
| Firefox Browser 141                                                                                              | 141.0          | 141.0.2    | 5. Aug. 2025  | Außerplanmäßige Fehlerbehebungen. | |
| Firefox Browser 141                                                                                              | 141.0          | 141.0.3    | 7. Aug. 2025  | Außerplanmäßige Fehlerbehebungen. | |
| Firefox Browser 142                                                                                              | 142.0          | 142.0      |               | 19. Aug. 2025 | Neuerungen: |
| Daten der nächsten geplanten Veröffentlichungen                                                                  |                |            |               | | |
| Firefox Browser ESR 140                                                                                          | 140.0          | 140.3.0    |               | 16. Sep. 2025 | Geplante Neuerungen: Sicherheitsaktualisierungen. |
| Firefox Browser ESR 140                                                                                          | 140.0          | 140.4.0    | 14. Okt. 2025 | Geplante Neuerungen: Sicherheitsaktualisierungen. | |
| Firefox Browser ESR 140                                                                                          | 140.0          | 140.5.0    | 11. Nov. 2025 | Geplante Neuerungen: Sicherheitsaktualisierungen. | |
| Firefox Browser 143                                                                                              | 143.0          | 143.0      |               | 16. Sep. 2025 | |
| Firefox Browser 144                                                                                              | 144.0          | 144.0      |               | 14. Okt. 2025 | |
| Firefox Browser 145                                                                                              | 145.0          | 145.0      |               | 11. Nov. 2025 | |
| Legende:Ältere Version; nicht mehr unterstütztÄltere Version; noch unterstütztAktuelle VersionZukünftige Version |                |            |               | | |

## Aufbau der Versionsnummern
Die Mozilla Foundation definiert die Versionsnummern von Mozilla-Produkten nach einem Schema, bei dem die Weiterentwicklung des Projekts von den ersten beiden Ziffern wiedergegeben wird, die Dritte wird für Sicherheits- und Stabilitätsaktualisierungen verwendet.
Hauptversionsnummer.Nebenversionsnummer.Korrekturnummer
Die Versionszweige 1.5 und 2.0 weichen von diesem Schema ab, dort wurde eine weitere Korrekturnummer eingeführt, welche Änderungen am Add-on-System betroffen hätte (Korrekturnummer A), Sicherheits- und Stabilitätsaktualisierungen wurden von der Korrekturnummer B dargestellt. Wäre ein Eingreifen in das Add-on-System nötig gewesen, wodurch die Entwickler vieler Add-ons aus Kompatibilitätsgründen eine neue Version hätten veröffentlichen müssen, wäre die Korrekturnummer A geändert worden.
Hauptversionsnummer.Nebenversionsnummer.Korrekturnummer A.Korrekturnummer B
Da dieser Fall nie eintrat, entschloss sich Mozilla dazu, zur Veröffentlichung der Version 3.0 zum ursprünglichen Schema zurückzukehren.

## Herkunft der Codenamen
Royal Oak, One Tree Hill und Greenlane sind Vororte von Auckland, Neuseeland. Diese Codenamen wurden von Ben Goodger, der in Neuseeland aufwuchs, benannt. Die anderen ursprünglich in der Roadmap angegebenen Codenamen bis zur Version 1.0 stammen aus einer Straßenkarte von einer Reise nach Phoenix in Arizona.
Deer Park ist ein kleiner Ort in Suffolk County, New York. Ben Goodger wurde durch einen Wegweiser an der Long Island Rail Road auf diesen Namen aufmerksam. Bon Echo ist ein Naturpark in Ontario, Kanada. Der Name soll auf das „gute Echo“ anspielen, das Firefox in der Version 1 bisher erfahren hat.
Gran Paradiso ist ein Nationalpark im Nordwesten Italiens, Shiretoko der Nationalpark auf der gleichnamigen japanischen Halbinsel.
Namoroka ist ein Nationalpark in Madagaskar, Tumucumaque ein Nationalpark in Brasilien.

## Entwicklerversionen
Ab Version 5 wird Firefox parallel in fünf, ab Version 10 in sechs verschiedenen sogenannten „Channels“ entwickelt. Vier dieser Channels sind für die Entwickler und Vorabtester gedacht, der fünfte „Release“-Channel sowie der sechste „ESR“-Channel richten sich an die breite Öffentlichkeit.

### Entwicklungszyklus des Mozilla Firefox
Beginnend mit Version 5 durchlief jede neue Firefox-Version nacheinander die Channels „Nightly“, „Aurora“ und „Beta“. In jedem Channel wurde diese sechs Wochen entwickelt und getestet, bevor sie anschließend im Release-Channel veröffentlicht wurde. Die Nutzung des Aurora-Channels wurde mit Firefox 56 eingestellt.

### Shadow
Dieser Channel ist nicht öffentlich und ausschließlich für einige (etwa zehn) ausgewählte Mitarbeiter bei Mozilla zugänglich. Er dient der Beseitigung von kritischen Sicherheitslücken, die nicht an die Öffentlichkeit gelangen sollen. Für Entwickler, die nicht dieser Gruppe angehören, ist dieser Channel von keinerlei Bedeutung.

### Nightly

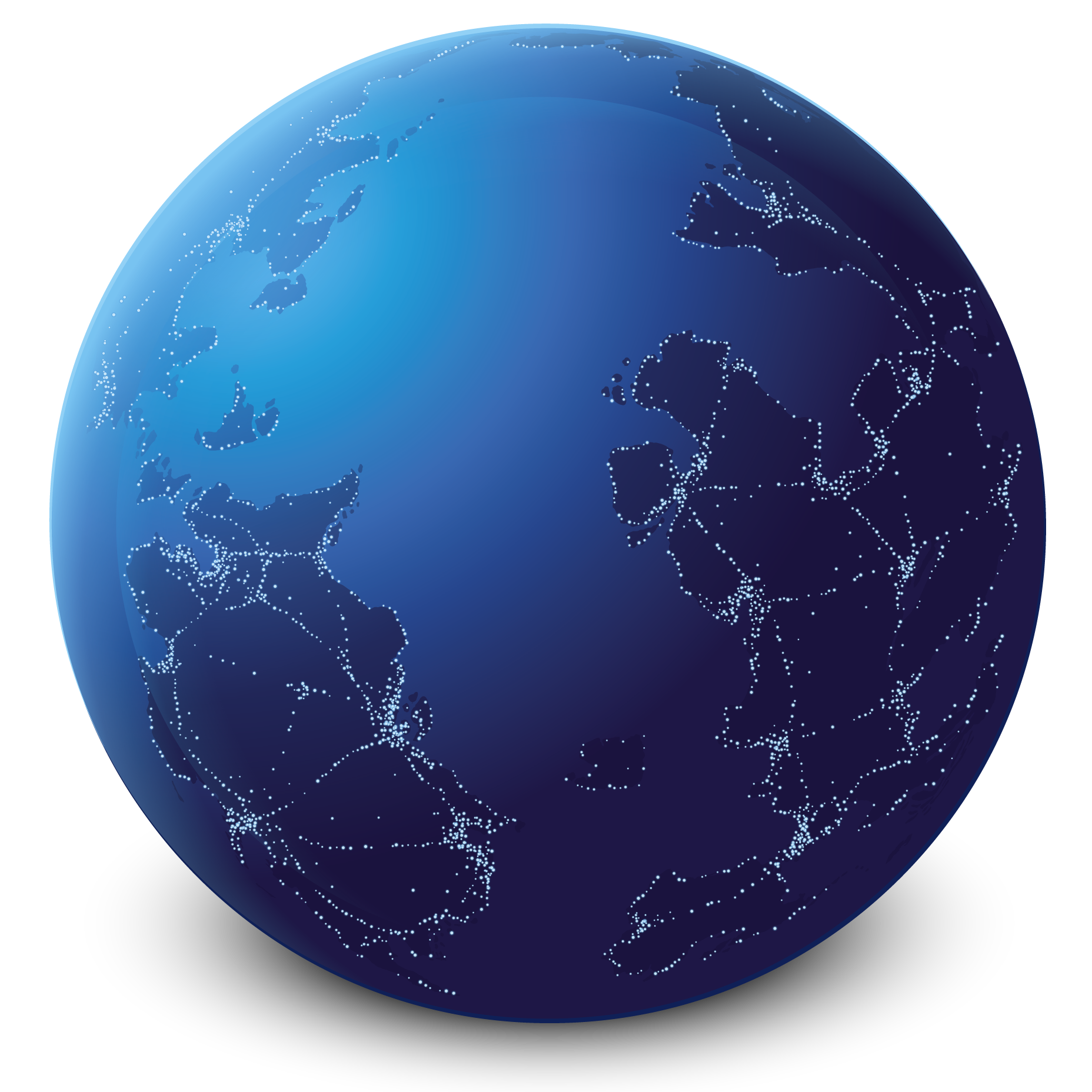
Logo der Nightly-Testversionen von Mozilla Firefox

Nightly ist die Bezeichnung des Channels, in dem die Entwicklung einer neuen Version des Mozilla Firefox beginnt. „Nightly“-Versionen können instabil sein und möglicherweise auch Firefox-Installation sowie -Profil beschädigen. Nach sechs bis acht Wochen wird die Firefox-Version aus diesem Channel in den „Aurora“-Channel übertragen und im Nightly-Channel wird mit der Entwicklung einer neuen Firefox-Hauptversion begonnen.
„Nightly“-Versionen erscheinen täglich als sogenannte Nightly Builds; sie werden ohne eine vorherige Prüfung auf ihre grundsätzliche Funktion automatisiert aus dem Quelltext erstellt. Das Herunterladen und Ausführen dieser Versionen wird daher nur erfahrenen Anwendern empfohlen. Sie enthalten neue Funktionen, die allerdings nicht zwangsläufig in die nächste offizielle Vorabversion und die nächste endgültige Version einfließen werden. Vielmehr dienen die Nightly-Versionen zum Testen von noch nicht ausgereiften und teilweise sehr experimentellen Funktionen. Eine detaillierte Übersicht aktueller Änderungen gibt es im Burning-Edge-Weblog. Vor der Einführung des neuen Release-Zyklus waren die „Nightly“-Vorabversionen des Firefox unter dem Namen Minefield bekannt.

### Aurora

Altes Logo der Aurora-Vorabversionen von Mozilla Firefox

Die Aurora-Versionen des Firefox wurden ebenfalls täglich automatisch aus dem Quelltext erstellt. Allerdings waren die in diesem Channel veröffentlichten Neuerungen nicht ganz so experimentell wie die des Nightly-Channels. Außerdem findet eine grobe Überprüfung der Firefox-Version dieses Channels durch das QA-Team statt, wenn in diesem Channel mit der Entwicklung einer neuen Hauptversion des Firefox begonnen wurde (alle sechs bis acht Wochen). Seit Firefox 56 wird dieser Entwicklungskanal nicht mehr genutzt.

### Beta
Die weiterhin bestehenden Beta-Versionen des Firefox werden vom QA-Team bei jeder neuen Veröffentlichung geprüft und sollten weitgehend stabil laufen. Sie werden außerdem bereits als „Mozilla Firefox“ gekennzeichnet und besitzen deshalb keinen speziellen Vorab-Entwicklungsnamen.

### Release
In diesem Channel laufen ausschließlich Firefox-Versionen für Endverbraucher. Diese werden vor ihrer Auslieferung durch die automatische Aktualisierungsfunktion von der Qualitätskontrolle überprüft. In diesem Channel sollen keine Programmfehler mehr enthalten sein.

### ESR
Im ESR-Channel (Extended Support Release) laufen ausschließlich Firefox-Versionen mit Langzeitunterstützung für Endverbraucher. Sie werden vor ihrer Auslieferung streng vom QA-Team kontrolliert, allerdings sind die Versionen für ein Jahr von Updates für Programmfunktionen ausgenommen und werden nur mit Sicherheitsupdates versorgt. Genauso wie im Release-Channel wird angestrebt, dass auch in ESR-Versionen keine Programmfehler mehr enthalten sind.